# Chianti-Straßenbahn
Die Chianti-Straßenbahn (italienisch Tranvia del Chianti) war eine Dampfstraßenbahn, die Florenz mit den im Chianti liegenden Städten San Casciano in Val di Pesa und Greve in Chianti verband.
Sie wurde hauptsächlich auf Betreiben von Emanuele Fenzi, einem Bankier und Mitglied einer Familie mit Interessen im Eisenbahnwesen, und des späteren italienischen Ministerpräsidenten Sidney Sonnino, zu dieser Zeit Parlamentsabgeordneter für den Wahlkreis Chianti, geplant und gebaut. Die Strecke wurde ab 1890 schrittweise in Betrieb genommen und hatte ihre Endstation in Florenz an der heutigen Piazza Beccaria. 1891 erreichte sie San Casciano in Val di Pesa und 1893 Greve in Chianti. Der Abschnitt zwischen Florenz und Tavarnuzze wurde ab 1907 Teil des elektrischen Straßenbahnnetzes von Florenz.
Am 31. Juli 1935 stellte die Chianti-Straßenbahn nach 45 Jahren ihren Betrieb ein.

## Geschichte
“Unter den Dampfstraßenbahnen im florentinischen Gebiet war die berühmteste die „Trambahn des Chianti“, die „aufgrund ihrer Länge, des verwendeten Wagenmaterials, der Beförderung von Fahrgästen und Gütern und der Tatsache, dass sie die letzte in diesem Gebiet war, die eingestellt wurde, die bekannteste, wichtigste und beliebteste“.”

### Hintergrund

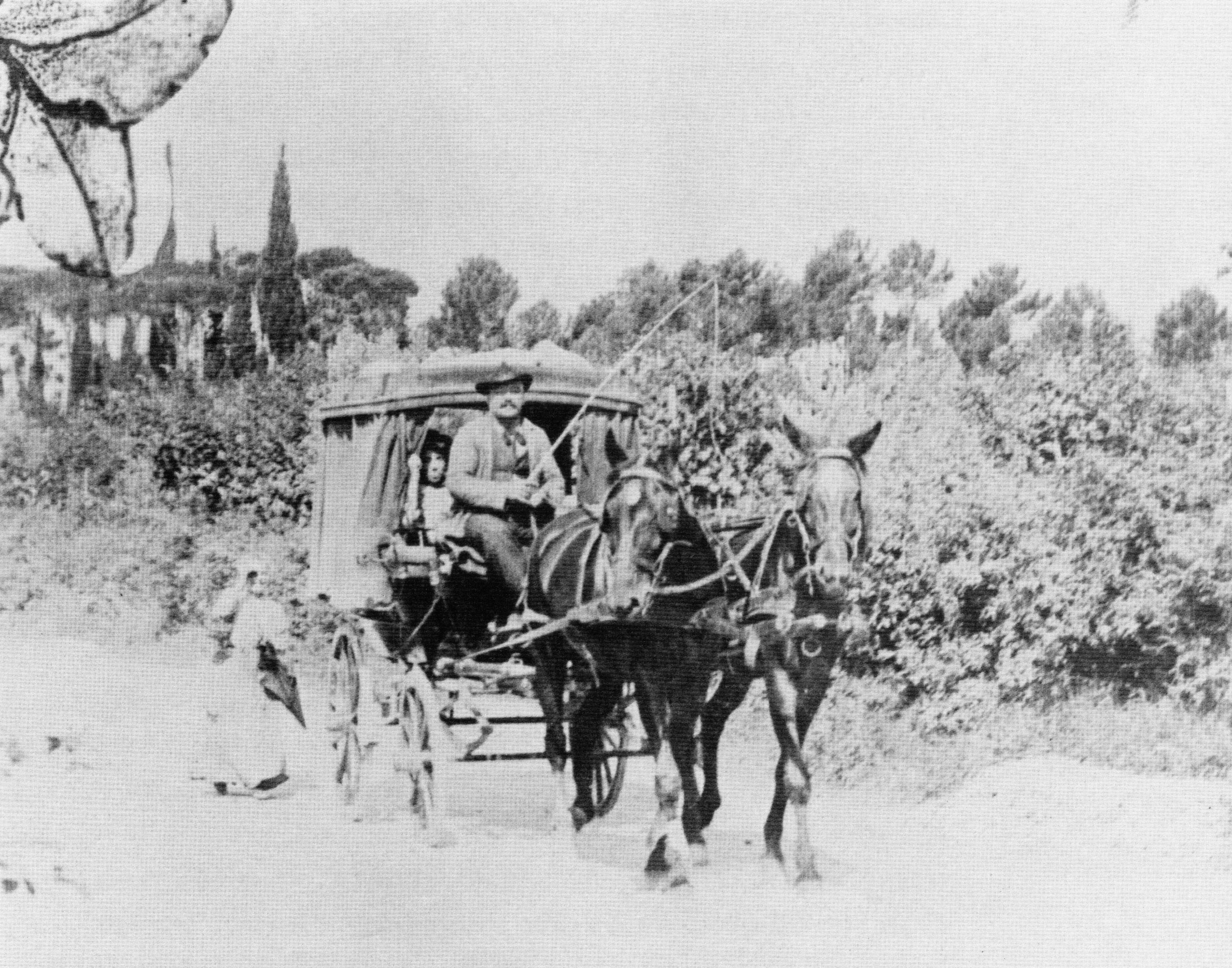
Der Postkutschenverkehr zwischen San Casciano und Mercatale zu Beginn des 19. Jahrhunderts

Vor dem Beginn des Bahnzeitalters wurden Verbindungen im Personenverkehr zwischen Florenz, dem Chianti und Siena ausschließlich mit den als „Diligenze“ bezeichneten Postkutschen angeboten. In Florenz war das wichtigste Unternehmen die „Diligenze Toscane“ von Luigi Orcesi, die von ihrem Sitz in der Via Taddea aus regelmäßige Verbindungen nach Mailand, Bologna, Rom, Neapel, Livorno und Pisa unterhielt. Weitere Transportunternehmen waren die Firma von Luigi Staderini mit Sitz in der Lungarno Acciaiuoli 10, die auf der Strecke San Casciano–Siena–Acquapendente nach Rom und Neapel verkehrte, die Firma von Giuseppe Mazzarini, genannt Geppetto, die ab 1845 nur bis Siena fuhr, und schließlich die Firma von Francesco Fineschi mit Sitz in der Via della Mosca 7/R, die Personen und Güter zwischen Florenz und Figline Valdarno beförderte. Die von Mazzarini angebotene Postkutsche verließ Florenz um 6 Uhr morgens und kehrte erst am nächsten Tag zurück. Der Postkutschendienst für Greve wurde „Procaccia“ genannt. Sie fuhr nur einmal am Tag hin und zurück, startete in der Via del Guanto und wurde von zwei Familien aus Greve betrieben, den Danti und den Tirinnanzi, darunter Giuseppe Tirinnanzi, Vater des Malers Nino Tirinnanzi.

### Die ersten Pläne
Planung und Bau der Chianti-Straßenbahn wurden vor allem durch den Abgeordneten Sidney Sonnino gefördert, der seinen Wahlkreis in den florentinischen Chianti-Gemeinden hatte und dem der Druck dieser Gemeinden nicht gleichgültig sein konnte. Seine Wähler waren enttäuscht, dass das Chianti-Gebiet weder bei der Bahnlinie der Mitteltoskana, die durch das Elsa- und Staggia-Tal nach Empoli führte und das Chianti lediglich westlich tangiert, noch bei der Bahnstrecke Florenz–Rom, die über Arezzo verläuft, berücksichtigt worden war.
Sonninos Interessen deckten sich mit den Bestrebungen des Florentiner Bankiers Emanuele Orazio Fenzi, der seit langem den Bau einer Eisenbahnverbindung zwischen Florenz und den Gemeinden San Casciano in Val di Pesa und Greve in Chianti anstrebte, wo er Grundstücke besaß. Fenzi hatte bereits den Bau der Bahnstrecke Florenz–Livorno unterstützt, die 1844 als eine der ersten italienischen Bahnstrecken in Betrieb genommen worden war.
Bereits am 30. November 1884 war von einer Eisenbahnlinie im Chianti die Rede, als der französische Ingenieur Jean Louis Protche, Konstrukteur der Porrettana-Eisenbahn, in der Sonderbeilage Nr. 335 der Zeitung La Nazione das Projekt einer Direktverbindung Bologna-Florenz-Rom vorstellte, die im Abschnitt Bologna-Florenz der später 1934 realisierten Linie sehr ähnlich war, von Florenz nach Rom aber eine Strecke über Siena und Rapolano Terme vorschlug. In diesem Artikel erläuterte Protche:

„[...] Südlich von Florenz liegt ein bekanntes Gebiet mit fruchtbaren Weinbergen und interessanten Dörfern, das Chianti. Mit großem Vergnügen habe ich mit Plänen und Profilen in der Hand den Verlauf der von Egr. Ing. Olindo Bucciolini studierten Strecke von Florenz nach Rapolano durch das Chianti, begleitet von Bucciolini selbst und den Ingenieuren Alessandri und Cav. Vitta, bereist. Die Strecke in der Nähe von Florenz verlässt die Ebene des Arno leicht in das Ema-Tal, um dann bei Impruneta durch einen 1000 m langen Tunnel in das Greve-Tal überzugehen, wo sie über eine lange Strecke weiterführt, um dann bei Panzano durch einen 3000 m langen Tunnel in das Pesa-Tal überzugehen, um bald darauf durch einen 2200 m langen Tunnel bei Radda in das Massellone-Tal (Einmündung des Arbia) und dann in dessen Einmündung Borro della Dadda zu führen. Schließlich führt sie durch einen 4100 m langen Tunnel bei Brolio in das Ambra-Tal und erreicht dann ohne Schwierigkeiten Rapolano. Die Gesamtstrecke von Florenz nach Rapolano beträgt 74.100 m. Die Kosten werden auf 25 Millionen geschätzt. [...]“

Das Projekt fand in Florenz sofort Anklang und wurde am 25. November vom florentinischen Volkskomitee gebilligt und an den Provinzialrat von Bologna weitergeleitet, Dasselbe Projekt wurde nach Rom an das Ministerium für öffentliche Arbeiten geschickt, das es ebenfalls billigte. aber zu diesem Zeitpunkt kam es zum Aufstand und zur Erhebung von Arezzo. Die Einwohner von Arezzo stellten sich offen gegen das Projekt Florenz–Siena–Rom und auch gegen die Faentina-Eisenbahn, die zu dieser Zeit in Planung war, und schlugen eine Eisenbahnlinie von Arezzo nach Forlì vor. Die Gegnerschaft hatte nur teilweise Erfolg, denn es gelang ihr, das Projekt Florenz–Siena–Rom zu Fall zu bringen, indem sie die Durchquerung des Valdarno über Arezzo favorisierte, nicht aber die Faentina.
Das Problem einer Verbindung zwischen der Hauptstadt und den Dörfern des Chianti blieb bestehen. Der Ingenieur David Duranti, Chefingenieur der Provinz Florenz und glühender Verfechter der Eisenbahnlinie über Siena, trat einen Schritt zurück und entschied sich für das viel bescheidenere Projekt einer Dampfstraßenbahn nach Greve in Chianti mit einer Zweigstrecke nach San Casciano in Val di Pesa, jedoch mit der Möglichkeit, die Strecke von Greve bis Siena und die Strecke von San Casciano bis Tavarnelle und Barberino Val d’Elsa zu verlängern.

#### Viale dei Colli oder Valle di Carraia?

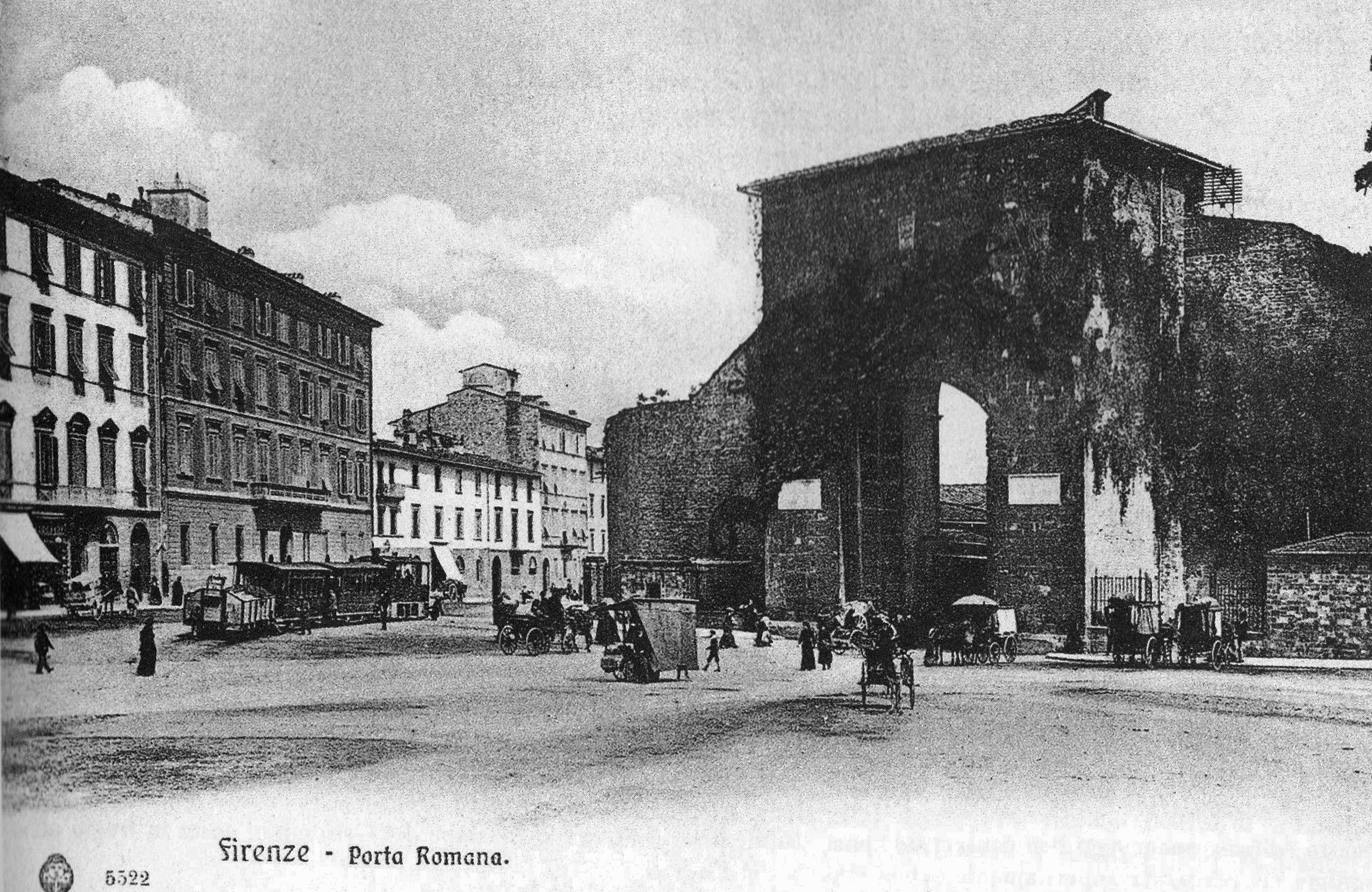
Ein gemischter Zug an der Endstation Porta Romana

Unmittelbar nach der Projektvorstellung spalteten sich die Fachleute und die Bevölkerung in Befürworter und Gegner. An der Spitze der Gegner stand der Architekt Giuseppe Poggi, der zwar sein Meisterwerk (den Viale dei Colli) für unantastbar hielt, sich aber für die Straßenbahn aussprach, sofern sie einige Änderungen unterworfen würde.
Der Streit begann am 15. September 1887, als der Ingenieur Duranti das Projekt vor dem Provinzialrat verteidigte und dafür viel Lob erntete. Ein zweiter wichtiger Sieg für die Befürworter der Straßenbahn wurde am 23. März 1888 errungen, als die Provinz Florenz die Konzession für die Straßenbahn im Chianti genehmigte. Am 15. Juni desselben Jahres verabschiedete die Provinz eine Resolution zugunsten des Projekts des Ingenieurs Giuseppe Lenci, das von Emanuele Orazio Fenzi als Vertreter der Bank Emanuele Fenzi & C. in Florenz eingereicht worden war. Das Projekt umfasste einen Kostenvoranschlag von 1.632.000 Lire, ohne die Kosten für die Ausrüstung und das Wagenmaterial, sowie eine Reihe von zu errichtenden Bauwerken: Eine neue Eisenbrücke anstelle der Brücke über den Arno bei San Niccolò, eine neue Straße zwischen Poggio Imperiale und die Due Strade im Gelsomino-Tal, die Begradigung großer Abschnitte der Via Romana mit dem Bau von zwei neuen Brücken in Rimaggio und Testi, sowie Befestigungsarbeiten an den Brücken der Mulino del Diavolo, der Scopeti-Brücke, der Falciani-Brücke, der Casellina-Brücke und der Sant’Angelo-Brücke.
Poggi antwortete am 7. Juni 1888 mit einem Flugblatt, das in der ganzen Stadt und ihrer Umgebung verteilt wurde und in dem es hieß:

„Eine Dampfstraßenbahn für den Transport von Waren, Vieh, Passagieren, Arbeitern usw. von Florenz ins Chianti und umgekehrt wird nützlich sein, aber sie wird niemals für die Viale dei Colli geeignet sein, so wie sie gedacht war und gewünscht wird. Die Spazierwege für Einheimische und Fremde werden ihre besten Anziehungspunkte verlieren, und das Werk wird unweigerlich jene Bereiche, die seine Schönheit ausmachen, verändern.“

Der Gegenvorschlag des Ingenieurs Tito Gori sah eine Pferdebahn entlang der Viale dei Colli vor, während die Dampfstraßenbahn durch das Carraia-Tal fahren sollte. Im Wesentlichen sollte die Straßenbahn unmittelbar nach der Einfahrt in die Viale dei Colli scharf nach rechts abbiegen, um die Via dei Bastioni zu überqueren, dann ein Stück auf eigenem Gleiskörper entlang des Carraia-Tals in die Viale Galileo einbiegen und schließlich über die Viale Torricelli wieder auf die Lenci-Linie treffen. Die Befürworter dieses Projekts bevorzugten diese Strecke, weil sie durch dünn besiedeltes Gebiet führte, vor allem aber, weil sie nicht durch die Viale dei Colli führte, wo sich die Villen reicher und einflussreicher Persönlichkeiten befanden, die entsetzt waren, als sie das, was sie als lärmendes Gesindel bezeichneten, vor ihrer Haustür vorbeiziehen sahen.

„Der Gedanke, dass diese noble Promenade, der Stolz und Ruhm der Stadt Florenz, ihre Attraktivität und ihren eleganten Charakter verlieren wird und zu einem unattraktiven Standort für eine Dampfstraßenbahn für den Transport von Waren und Vieh von San Casciano und Greve degradiert werden soll, ist abscheulich.“

Die Kosten für diese Variante betrugen 105.789,38 Lire. Die Antwort von Emanuele Fenzi war eindeutig:

„Erstens kann der gesamte Abschnitt der Viale von der Barriera di San Niccolò bis zum Piazzale Michelangiolo, der nicht weniger als 2.200 Meter lang ist, nicht ernsthaft als öffentliche Promenade bezeichnet werden. Keine Menschenseele ist dort zu sehen, und das Rathaus weiß das auch, und für die Bewässerung wird kein Pfennig ausgegeben, und was die Beleuchtung betrifft, so steht dort alle 500 Meter eine Öllampe.“

In einem zweiten Antrag wurde gefordert, die Strecke von der Fahrbahnmitte in eine der Seitenstraßen zu verlegen. Weitere Proteste kamen sowohl vom Inspektor für öffentliche Gärten und Promenaden Angiolo Pucci, der Schäden an den Bäumen, Gehwegen und Bänken der Allee befürchtete, als auch von Poggi, der den ersten Prozess verlor und sich mit diesen Worten für die Sache der Umweltschützer einsetzte:

„Die Ausdünstungen des Dampfes werden mit Sicherheit die Pflanzen in der Nähe der Gleise schädigen und mit der Zeit auch die weiter entfernten beeinträchtigen; und so wird die Promenade, von Schatten und Ruhe gesegnet, zu einer Straße wie jede andere.“

Aber auch auf dieses vermeintliche Problem hatte Fenzi eine Antwort:

„Wissen Sie, welche der rund 250 Platanen, die zwischen Le Cure und San Gervasio gepflanzt wurden, die mit Abstand größte, höchste, belaubteste und schönste von allen ist? Diejenige, unter der die Straßenbahn von San Domenico jede Stunde für mindestens 15 Minuten anhält.“

Emanuele Orazio Fenzi war ein dynamischer und hartnäckiger Gegner, dem es mit Hilfe des Einflusses von Sonnino gelang, den Stadtrat von Florenz davon zu überzeugen, sein Projekt vollständig zu akzeptieren. Den Schlusspunkt setzte der Minister für öffentliche Arbeiten, Ubaldino Peruzzi, der einen höflichen, aber entschiedenen Brief an Poggi schrieb, in dem er die Angelegenheit zugunsten des ursprünglichen Straßenbahnprojekts beendete, wobei Peruzzi unter anderem schrieb:

„Ist es wirklich ein großes Übel, wenn ein Fremder, der die Viale dei Colli besucht, für einen Moment einen Zug mit Flaschen guten Chianti-Weins vorbeifahren sieht?“

#### Betriebsbeschränkungen
Die Stadt Florenz konnte jedoch die Forderungen der wohlhabenden Anwohner der Viale dei Colli nicht ignorieren und fügte bei der Genehmigung des Projekts eine ganze Reihe von Vorschriften und Klauseln ein, die den Betrieb der Straßenbahn erschwerten und unwirtschaftlich machten, die aber wahrscheinlich von einem frühen Konzept des Umweltschutzes, der städtischen Harmonie und der Privatsphäre der Bewohner inspiriert waren.
- Die Straßenbahn sollte zwei Endhaltestellen haben: eine an der Porta alla Croce und eine an der Porta Romana; für letztere wurden Studien für eine mögliche Verlängerung bis zur neuen Zollschranke in der Viale Petrarca (genannt Barriera di Sant’Orsola) und bis zur Hängebrücke der Cascine durchgeführt;
- Die Strecke sollte mit einem Telegrafendienst und später mit einem Telefondienst ausgestattet werden, der auf Wunsch der Betreibergesellschaft eingerichtet wurde;
- Jeder Waggon sollte über ein Postabteil verfügen;
- Entlang der Strecke sollten alle 500 und 1000 m Schilder aufgestellt werden, die die fortschreitenden Entfernungen anzeigten. Außerdem wurde für den Abschnitt auf eigener Trasse vorgeschrieben, dass die Strecke von zwei Wächtern überwacht werden sollte, die in den bedienten Ortschaften wohnen sollten;
- auf der steilen Stichstrecke nach San Casciano in Val di Pesa sollten Schutzgleise vorgeschrieben werden, aber das Ministerium für öffentliche Arbeiten intervenierte und gab stattdessen eine maximal zulässige Höchstgeschwindigkeit von 12 km/h und die Verpflichtung zur automatischen Saugluftbremse nach dem System Hardy vor, so dass die Strecke für dieses System gebaut wurde, obwohl es keine Beweise mehr dafür gibt, dass es tatsächlich verwendet wurde;
- Die Züge durften nicht schneller als 20 km/h fahren, und Doppelbespannung war verboten (angesichts der starken Steigungen der Strecke verhinderte diese Vorschrift jede mögliche Entwicklung des Betriebes);
- Die Fahrpläne mussten in einen Winter- und einen Sommerfahrplan unterteilt und von der Präfektur genehmigt werden, deren Stellungnahme unanfechtbar war;
- Güterzüge durften nur nachts und mit geschlossenen Waggons verkehren, aber auch das reichte nicht aus, da die Verbindung zwischen dem Bahnhof Porta alla Croce und dem Bahnhof Campo di Marte in Florenz durch zahlreiche bürokratische Spitzfindigkeiten behindert wurde, darunter die Vorschrift, dass nur ein Waggon pro Zug verkehren durfte. Dies trug dazu bei, den Betrieb langfristig unwirtschaftlich zu machen;[14][15]
- Es wurde die Verpflichtung eingeführt, die Gleise in der Mitte der Fahrbahn der Alleen zu verlegen, um den Fußgängerverkehr und die Durchfahrt von Fahrzeugen zu ermöglichen (diese Regel wurde auch in den Kurven angewandt, in denen die Gleise aus technischen Gründen nicht in der Mitte der Fahrbahn verbleiben konnten, was zusätzliche Kosten für den Bauherrn verursachte);
- Schließlich behielt sich die Gemeinde das Recht vor, weitere Konzessionen für die Streckenbenutzung an andere Konzessionäre zu vergeben, gewährte aber zumindest die Erstattung der Unterhaltungskosten, die in der Verantwortung des Bauherrn verblieben.[10]

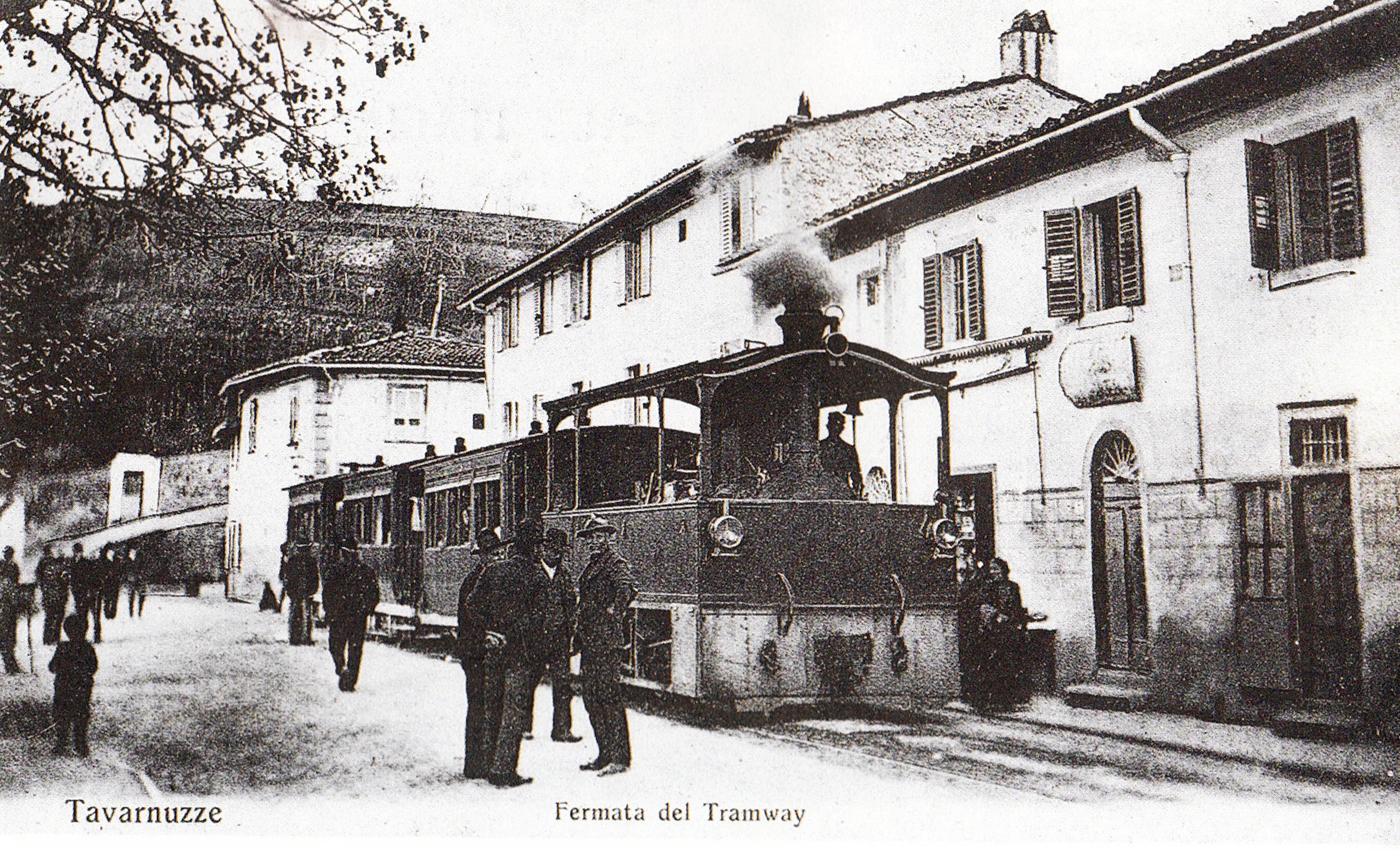
Die ursprüngliche Haltestelle Tavarnuzze

#### Konzession des Ministeriums
Die ständigen Einmischungen und das manchmal an Gewalt grenzende Verhalten der florentinischen Prominenz konnten das Projekt nicht aufhalten. Während die Stadt Florenz alles in ihrer Macht stehende tat, um das Projekt zu verhindern, verhielten sich die Gemeinden Greve in Chianti und San Casciano in Val di Pesa ganz anders: Die Gemeinde San Casciano gewährte der Firma Fenzi für den Bau der Strecke einen nicht rückzahlbaren Zuschuss von 110.000 Lire (später erhöht auf 140.000 Lire) für 20 Jahre.
Der Antrag an das Verkehrsministerium wurde am 18. August 1888 gestellt und das Dekret am 18. Dezember 1888 von Minister Giuseppe Saracco unterzeichnet. Das Dekret hatte folgenden Wortlaut:

„....an die Gesellschaft Emanuele Fenzi e C. die Genehmigung zum Bau und Betrieb einer Straßenbahn mit Dampfantrieb vom Bahnhof Florenz–Porta alla Croce nach Greve und San Casciano nach dem Projekt des Ingenieurs Giuseppe Lenci.“

Nach Genehmigung der Arbeiten wurde 1889 die Società Italiana per la Tramvia del Chianti e dei Colli Fiorentini mit Sitz an der Piazza della Signoria gegründet.

### Aufnahme des Betriebs

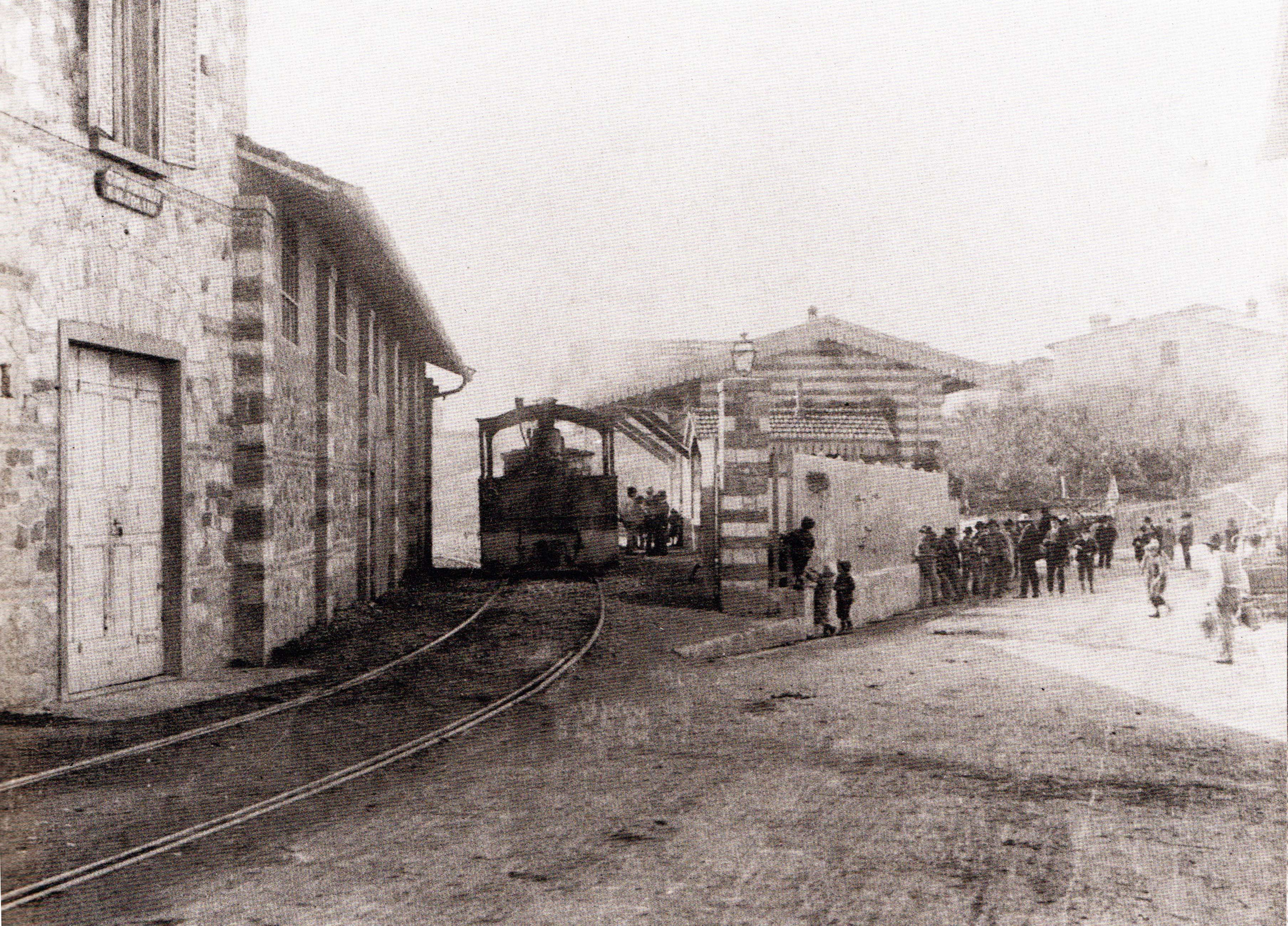
Abfahrt von Bahnhof San Casciano

Die offizielle Einweihung des gesamten Streckennetzes fand erst am 3. April 1893 statt, die einzelnen Streckenabschnitte wurden jedoch bereits zuvor schrittweise dem Verkehr übergeben. Die Chronologie der Eröffnungen ist wie folgt:
- 12. März 1890 von Porta Romana nach Tavarnuzze (6.900 m)[17]
- 20. Mai 1890 von Barriera di San Niccolò bis zur Einmündung in den vorherigen Abschnitt (4.600 m)
- 5. August 1890 von der Porta alla Croce bis zur Barriera di San Niccolò (450 m)
- 5. August 1890 von Tavarnuzze bis zum Ponte dei Falciani (5.690 m)

Bericht anlässlich der Einweihung der Strecke bis nach Falciani in der Nazione vom 13. Juli 1890:

„Heute erreichte die Lokomotive zum ersten Mal die Falciani-Brücke am Fuße des Hügels von San Casciano, auf den Tag genau zwei Jahre nach der Konzessionserteilung für diese Strecke. Achtzehn Kilometer der Strecke sind bereits eröffnet oder stehen kurz vor der Eröffnung, darunter auch die wunderschöne Brücke über den Arno. Die Arbeiten an der Trasse von San Casciano sind weit fortgeschritten. Der Bahnhof von Gelsomino ist fertig gestellt.“

- 21. Mai 1891 von Ponte dei Falciani nach San Casciano in Val di Pesa (4.350 m) und damit Fertigstellung der 16.640 m langen Zweigstrecke nach San Casciano in Val di Pesa

Für die Greve-Bahnstrecke waren die Einweihungen:
- 9. Februar 1891 von Ponte dei Falciani nach Ferrone (5.000 m)
- 21. Mai 1891 von Ferrone bis zum Passo dei Pecorai (4.890 m)
- 1. März 1893 vom Passo dei Pecorai zum Bahnhof von Greve in Chianti

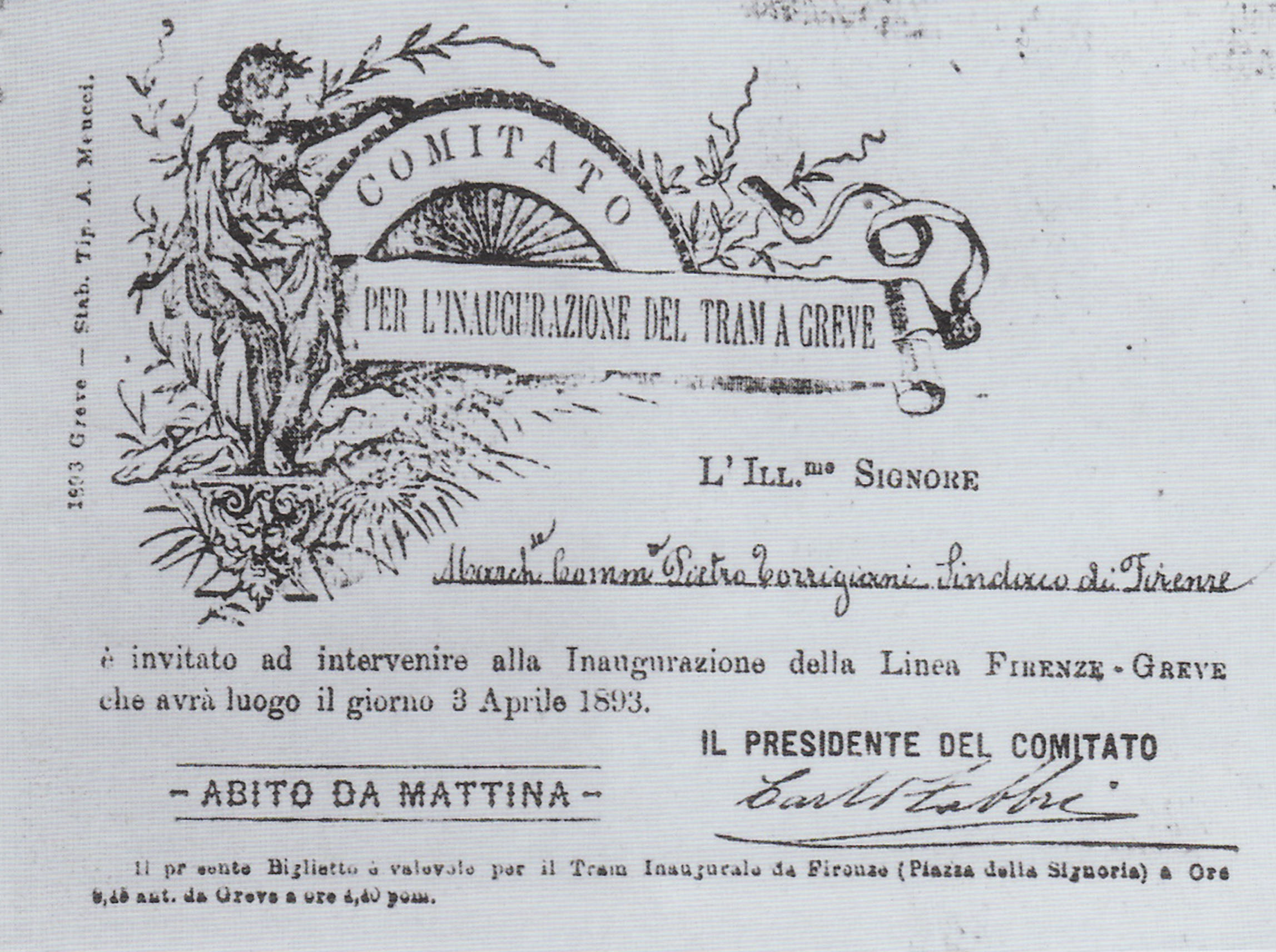
Einladungskarte für die Einweihung der Strecke in Greve in Chianti (1893)

Am 29. März 1893 fand die Endprüfung der gesamten Strecke einschließlich der Abzweigung nach San Casciano unter der Leitung des Ingenieurs Edgardo Alessandro vom Zivilingenieursbüro statt.

#### Einweihung in San Casciano in Val di Pesa
Die Zeitschrift „Il Chianti“ vom 31. Mai 1891 berichtete über die Einweihung der Strecke Falciani–San Casciano:

„[...] der Sonntag, der 24., war ein Festtag für dieses Ereignis, [...] Um 10 Uhr wurden im Theater Niccolini einige Preise zugunsten der Mitglieder der Arbeiter- und Militärbruderschaft verlost, dann begab sich ein Komitee von Arbeitern mit dem geschätzten Präsidenten Cav. Adolfo Giunti zur Villa Fenzi und überreichte im Namen der ganzen Gesellschaft ein Pergament an den Mann, der getreu der unternehmerischen Tradition der Familie den Bau der Straßenbahn wünschte. Der Auftrag zur Übergabe des Pergaments, eine sehr schöne Arbeit, die von dem begabten Notar Faustino Chiti diktiert und von Cav. Luigi Davani, wurde mit der für die Familie Fenzi typischen Freundlichkeit entgegengenommen, die sich in den Nachmittagsstunden zu uns gesellte.“

#### Bankrott der Banca Fenzi und Einweihung des Abschnitts bis Greve in Chianti

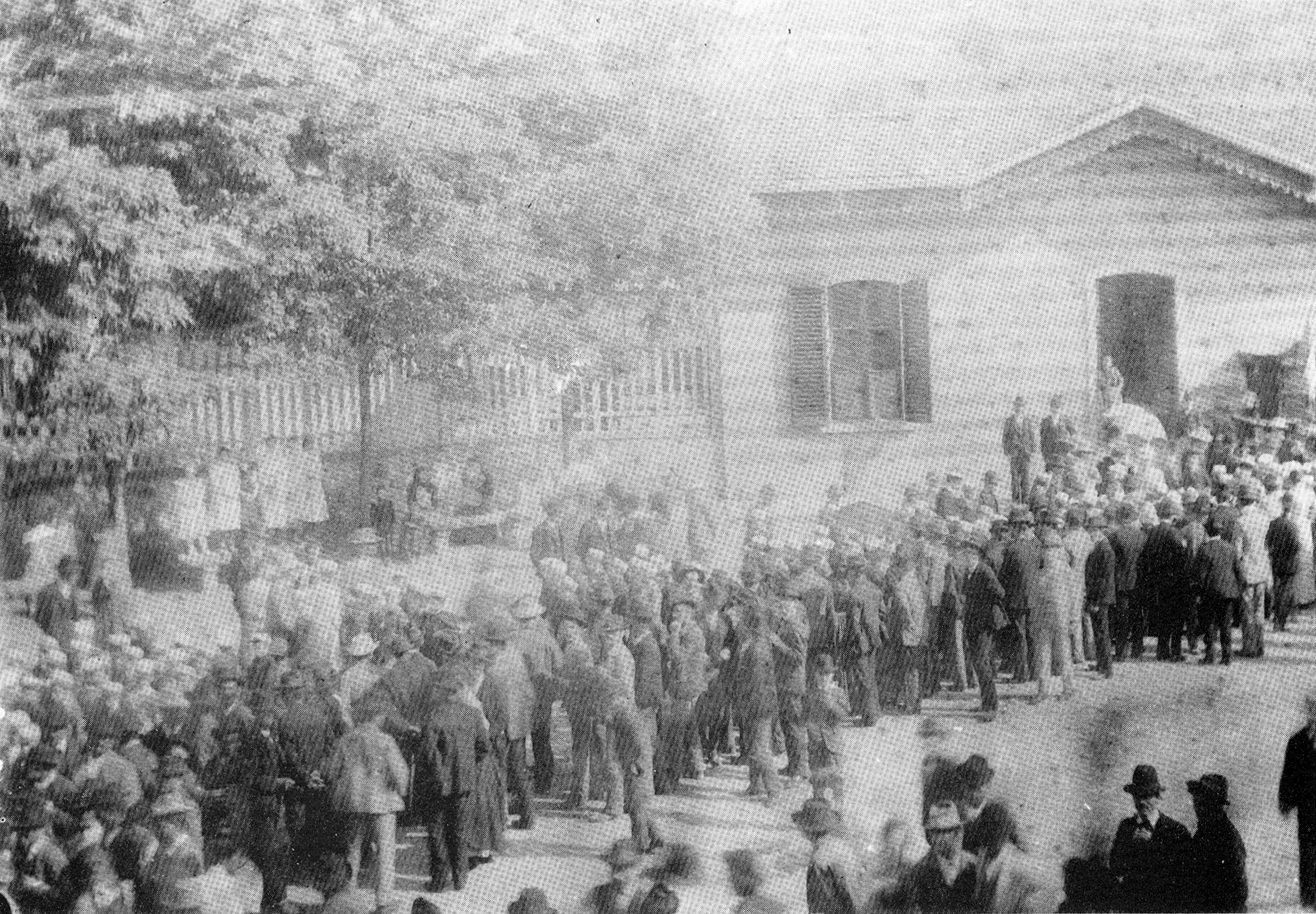
Der Bahnhof von Greve in Chianti am 23. November 1893, dem Tag der Einweihung.

Kurz nach der Einweihung des Abschnitts bis San Casciano verlangsamten sich die Arbeiten an der Strecke nach Greve abrupt und kamen schließlich zum Stillstand. Im Januar 1892 meldete die Banca Fenzi Konkurs an, was die Einstellung der Arbeiten an der Straßenbahn zur Folge hatte. Nach dem Konkurs ihres Hauptaktionärs garantierte die Società per la Tramvia del Chianti e dei Colli Fiorentini weiterhin den Betrieb auf den bestehenden Linien, wurde aber angewiesen, die Schulden bei den Gläubigern zu begleichen. Die Situation entspannte sich am 24. September 1892, als der Verwaltungsrat der Gesellschaft das Kaufangebot von Ferdinando Cesaroni aus Genua für 1.750.000 Lire annahm. Am darauffolgenden 26. Oktober wurde der notarielle Kaufvertrag aufgesetzt und die neue Gesellschaft Tranvai Fiorentini mit Verwaltungssitz in Florenz, Via dell'Arcivescovado 3 gegründet.
Die Arbeiten wurden wieder aufgenommen, die Strecke wurde fertiggestellt und die Einweihungsfeier fand in Greve statt. Der erste Zug erreichte Greve in Chianti am Montag, den 3. April 1893 um 12.08 Uhr.
Bei jeder Einweihung wurden große Feste gefeiert, die von der Begeisterung und den Erwartungen zeugten, die das Werk hervorrief. Interessant ist der Artikel, den La Nazione am 5. April 1893, dem Tag der Ankunft in Greve, veröffentlichte: In dem Artikel heißt es, dass sich die Gäste auf der Piazza della Signoria versammelten, wo sie unter den Klängen einer Fanfare in drei erstklassige Pferdekutschen stiegen, die sie zur Straßenbahnhaltestelle Pratoni di Porta alla Croce (heute die Kreuzung von Viale Antonio Gramsci und Viale Giuseppe Mazzini) brachten, wo sie an die Lokomotive „Niccolò da Uzzano“ angehängt wurden. Lokomotivführer der Jungfernfahrt war Lorenzo Boninsegni, Heizer Attilio Bisoni und Zugführer Egisto Chelli unter der Aufsicht von Cavalier Lenci. Während der Fahrt war der 4 km lange Abschnitt (von der Casino-Brücke bis zur Rimaggio-Brücke), der durch eine enge Schlucht des Flusses Greve unterhalb des Schlosses Vicchiomaggio führte, besonders beeindruckend. In Greve warteten bis zu 6.000 Menschen auf den Zug, die Stadt war mit Fahnen geschmückt und elf philharmonische Orchester spielten unisono den Marcia Reale zur Begrüßung des Konvois. Am Tag der Einweihung war der Bahnhof von Greve noch nicht fertiggestellt, so dass der Zug 200 Meter flussabwärts in einem provisorischen Bahnhof hielt. Nach dem Aussteigen gingen die Passagiere durch das Dorf, wo entlang der Strecke bis zur Piazza zahlreiche Triumphbögen errichtet worden waren. Auf dem Platz waren alle zivilen und religiösen Autoritäten der Gegend anwesend, unter ihnen der ehrenwerte Sidney Sonnino.
Die neue Betreibergesellschaft unter der Leitung von Cesaroni entpuppte sich bald als ein auf Finanzspekulationen ausgerichtetes Unternehmen, so dass der Service noch schlechter wurde als bei der Vorgängergesellschaft. Das Abenteuer war nur von kurzer Dauer, und zwischen Ende 1896 und Anfang 1897 wurde die Società per la Tramvia del Chianti e dei Colli Fiorentini von der Société Générale des Chemins de Fer Economiques mit Sitz in Brüssel übernommen, die umgangssprachlich in Italien als Belga bezeichnet wurde. Mit ihrer Tochtergesellschaft Société Les Tramways Florentins (TF) betrieb sie bereits seit 1881 innerstädtische Straßenbahnen in Florenz.
Begeistert von dem neuen Verkehrsmittel bildete die Gemeinde Greve ein Komitee, das am 15. März 1897 ein Projekt für den Ausbau der Straßenbahn und ihre Weiterführung nach Siena ausarbeitete.

#### Elektrifizierung
Am 26. Juli 1899 begann die TF mit der Elektrifizierung der Strecke, nachdem sie bereits im Vorjahr mit der Umstellung ihrer innerstädtischen Linien begonnen hatte. Der erste Abschnitt, auf dem der Dampfbetrieb eingestellt wurde, war die Strecke zwischen Porta alla Croce und Gelsomino. Später wurde die neue Antriebstechnik bis Tavarnuzze ausgedehnt, das am 16. September 1907 erreicht wurde. Damit war die Dampfstrecke auf rund 33 km verkürzt worden. Mit der Elektrifizierung waren jedoch auch Unannehmlichkeiten für die Reisenden im Chianti verbunden. Sie mussten zwischen elektrischen Bahnen und Dampfzügen nunmehr umsteigen, da die schweren Wagenzüge der Dampfstraßenbahn von den elektrischen Triebwagen auf dem stadtnahen Abschnitt nicht befördert werden konnten.

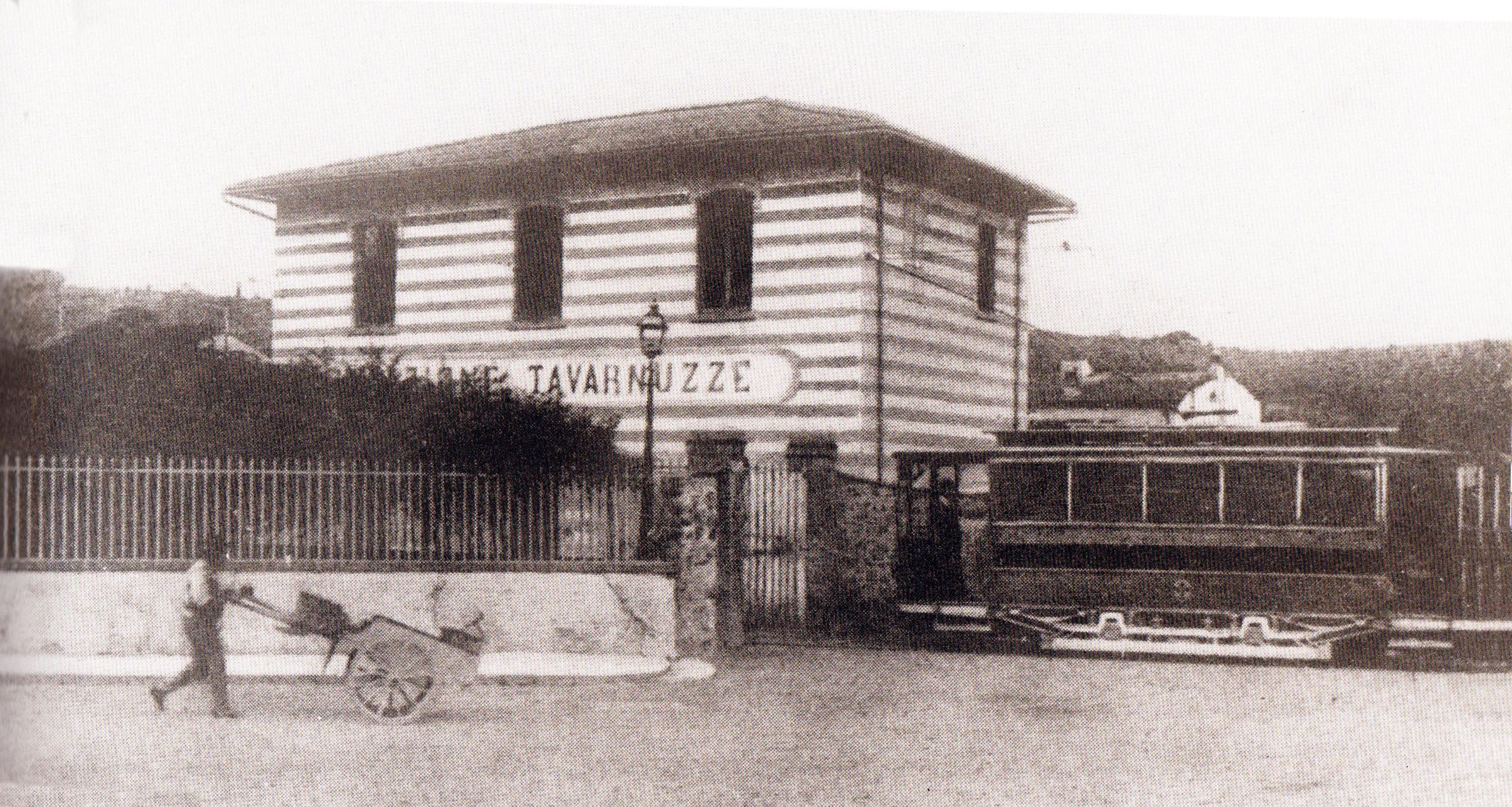
Elektrische Straßenbahn im Bahnhof Tavarnuzze

Die zunehmenden Komplikationen und die verschiedenen notwendigen Wartungsarbeiten veranlassten die Betreibergesellschaft, die Bedeutung der Chianti-Straßenbahn zu überdenken, und es wurde klar, dass sie langsam, aber unaufhaltsam dem Untergang geweiht war. Dennoch kämpfte die Gemeinde Greve dreißig Jahre lang für den Erhalt der Straßenbahn.

#### Schwierigkeiten und Unfälle
In den goldenen Jahren des Betriebs gab es jedoch andere Probleme. Die Anwohner der Viale Petrarca, also gleich hinter der Endstation Porta Romana, wo das Wagenmaterial abgestellt wurde, begannen sich über den großen Lärm zu beschweren, der auch nachts durch den Betrieb verursacht wurde. Die Gründe für die Beschwerden waren verständlich: Unter ihren Fenstern fuhren durchschnittlich 66 von 120 PS starken Lokomotiven gezogene Züge vorbei, und die Güterwagen wurden entlang der Gleise auf dem Boulevard abgestellt, was für die Bevölkerung unzumutbar war. Die Stadtverwaltung von Florenz griff ein und verbot das Be- und Entladen zwischen 15 und 17 Uhr.

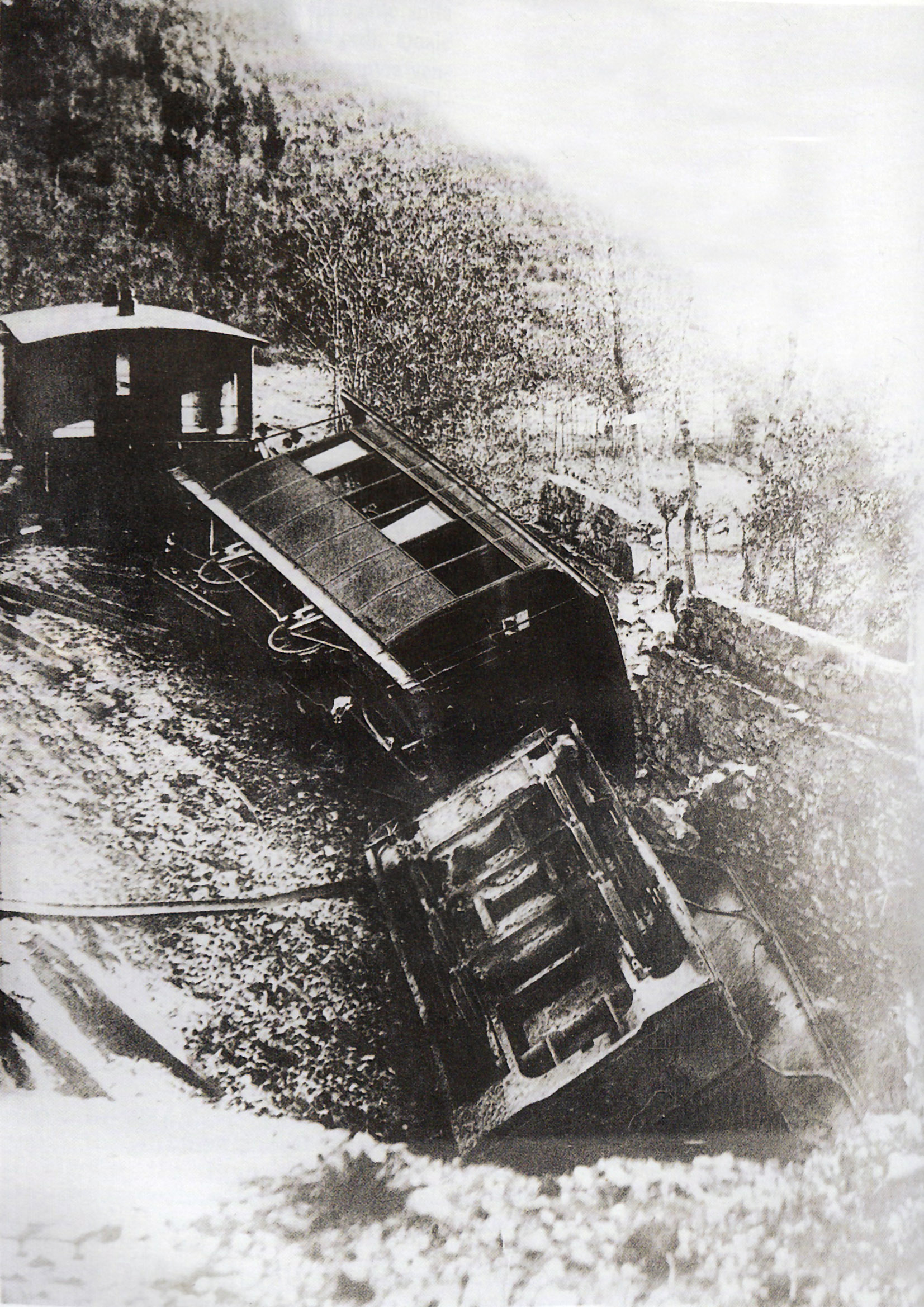
Zwischenfall vom 13. November 1907

Auch die Reisenden hatten mit neuen Problemen zu kämpfen: So wurde die Betreibergesellschaft am 7. April 1900 zu einer hohen Geldstrafe verurteilt, weil der Zug um 19:06 Uhr erst um 19:40 Uhr abfuhr. Dies geschah, nachdem Arbeiter mit ermäßigten Fahrkarten, die keinen Platz mehr fanden, in die Wagen der ersten Klasse eingedrungen waren, sehr zum Ärger der wohlhabenden Reisenden, die den Vorfall den Behörden meldeten und auch dann nicht zufrieden waren, als der örtliche Bahnhofsvorsteher in Gelsomino einen zusätzlichen Wagen der zweiten Klasse für die eindringenden Arbeiter bereitstellen ließ. Die Reisenden der ersten Klasse beschwerten sich erneut, woraufhin eine zweite Geldstrafe wegen unregelmäßiger Zusammensetzung des Zuges verhängt wurde.
Am 11. April 1903 um 17:35 Uhr entgleiste der aus San Casciano kommende Zug an der Ecke Poggio Imperiale. Am 17. August desselben Jahres ereignete sich ein weiterer, weitaus gefährlicherer Zwischenfall: Der aus San Casciano kommende Zug fuhr mit hoher Geschwindigkeit auf der abschüssigen Strecke nach Porta Romana und konnte nur dank des Gegendruckes und der Wachsamkeit der Schaffner des ersten und zweiten Wagens rechtzeitig anhalten. Das Versagen der Bremsen war nicht auf einen mechanischen Defekt zurückzuführen, sondern auf die Abwesenheit des Schaffners des dritten Wagens, der nicht zum Dienst erschienen war. Nach Bekanntwerden des Vorfalls und obwohl es keine Verletzten gegeben hatte, unternahm die Stadtverwaltung von Florenz eine Reihe von Einschüchterungsversuchen gegenüber den Betreibern, die daraufhin versuchten, eine völlig überzogene Situation zu bereinigen. Die Geschichte endete erst, als die Betreibergesellschaft disziplinarische Maßnahmen gegen den Zugführer ergriff.
In den folgenden Jahren ereigneten sich weitere schwere Unfälle. Am Morgen des 13. November 1907 entgleiste in Testi ein Zug und stürzte in den neben der Strecke liegenden Fluss Greve, wobei zahlreiche Fahrgäste verletzt wurden. Die Strecke war durch einen von starken Regenfällen ausgelösten Erdrutsch beschädigt worden. Dass dieser Unfall relativ glimpflich ausging, ist dem beherzten Eingreifen des Lokführers Giuseppe Testi zu verdanken: Als er die Entgleisung bemerkte, gelang es ihm, die Lokomotive durch Betätigung des Gegendampfes abzubremsen. Die Lok kippte um, Testi und sein Heizer wurden im Inneren eingeklemmt und konnten erst später gerettet werden. Der Bürgermeister von Greve verlieh dem Lokführer für seine Leistung eine feierliche Belobigung und einen Geldpreis. Ein weiterer schwerer Unfall ereignete sich am 11. Dezember 1913 bei Le Strette in der Nähe von Falciani, als zwei aus entgegengesetzten Richtungen kommende Züge frontal zusammenstießen. Auch hier gab es zahlreiche Verletzte und beide Lokomotiven wurden zerstört.
Der zweite Unfall war Anlass, im Namen aller Bürger des Chianti einen sichereren und schnelleren Betrieb mit mehr Fahrten und vor allem erneut die Elektrifizierung der gesamten Strecke zu fordern. Die Elektrifizierung der gesamten Strecke wurde zwar geplant, aber nicht realisiert, da ein neues, billigeres und effizienteres Verkehrsmittel auf den Markt kam: der Omnibus.

### Niedergang

#### Konkurrenz durch den Bus

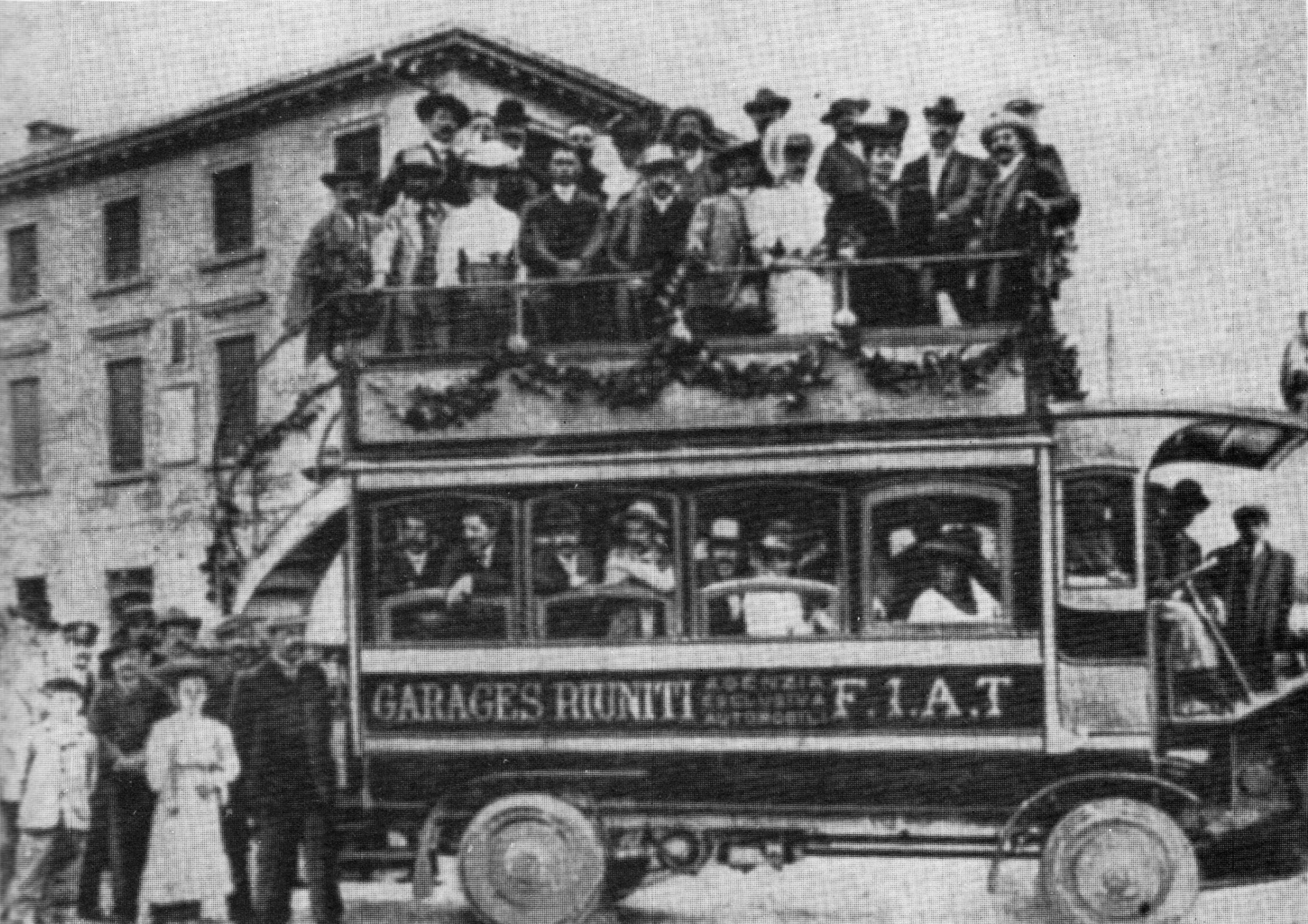
Die Eröffnung des Autobusbetriebes auf der Strecke Florenz–San Casciano-Siena im Jahr 1922

Die ersten Busse des öffentlichen Personennahverkehrs wurden in Florenz erst 1927 in Betrieb genommen, aber auf den außerstädtischen Linien war der Dienst schon seit einiger Zeit in Betrieb. In den Jahren vor dem Ersten Weltkrieg war es der Società Italiana Trasporti Automobilistici (SITA) gelungen, einen Versuchsbetrieb auf der Strecke Florenz–Siena über Greve einzurichten. Der Betrieb wurde während des Krieges unterbrochen, aber bald danach wieder aufgenommen. Der Wettbewerb zwischen Bus und Straßenbahn hatte begonnen.
Die „caffettiera“, wie die Lokomotive liebevoll genannt wurde, war nicht mehr in der Lage, die Bedürfnisse der Fahrgäste zu befriedigen. Die Gründe dafür waren vielfältig: Es gab nur wenige Fahrten und in Tavarnuzze musste zwischen elektrischen und Dampfstraßenbahnen umgestiegen werden, was zu einer Verlängerung der ohnehin schon langen Fahrzeiten führte (von Greve in Chianti nach Porta Romana dauerte es ca. zwei Stunden, von San Casciano in Val di Pesa 1,5 Stunden). Im Jahr 1917 nahm die SITA einen regelmäßigen Busverkehr auf den Strecken Florenz–Siena und Florenz–Volterra auf, der über Falciani nach San Casciano in Val di Pesa führte. Der Bus verband San Casciano in Val di Pesa mit dem Zentrum von Florenz in etwa 35 bis 40 Minuten.
Um die Straßenbahn zu schützen, zwang die Eisenbahnaufsichtsbehörde von Florenz die SITA, ihre Busse nicht mehr durch Falciani, sondern durch die Via Volterrana fahren zu lassen, was zu einer erheblichen Fahrzeitverlängerung führte. Diese Entscheidung führte zu einem langen Streit zwischen der Gemeindeverwaltung von San Casciano in Val di Pesa und der Aufsichtsbehörde. Diese Situation setzte sich 1928 fort, als der Podestà von San Casciano in Val di Pesa, General Michele Polito, einen eindringlichen Appell an das Verkehrsministerium richtete und das Problem schilderte:

„Der SITA-Service auf der Strecke Florenz–Falciani–San Casciano ist ein bescheidener Ausgleich für die viel beklagten Mängel der Straßenbahn. Ist es heutzutage noch akzeptabel, dass eine Stadt wie San Casciano, nur 16 km von Florenz entfernt und reich an landwirtschaftlichem und gewerblichem Leben, sich mit nur drei Straßenbahnfahrten pro Tag begnügen muss, die mit zwei alten Wagen und manchmal nur mit einem gemischten Wagen für den Personenverkehr durchgeführt werden? Die Straßenbahngesellschaft hat aufgrund einer Reihe von nicht zu rechtfertigenden Umständen nie den Vorschlag akzeptiert, einen zusätzlichen Service, wie ihn die SITA anbietet, außerhalb der Abfahrtszeiten der Straßenbahn anzubieten. Die Änderung der Streckenführung für den Autoverkehr auf der Strecke San Casciano–Florenz und umgekehrt sowie die Einstellung des Straßenbahnverkehrs haben dazu geführt, dass diese Region in Bezug auf die Verkehrsmittel mit jedem anderen Land verglichen werden muss: Ein klarer Beweis dafür sind die unzulänglichen und unmöglichen Abfahrtszeiten der Straßenbahn und die unzulängliche Streckenführung des Autoverkehrs, mit dem man oft zwei Stunden braucht, um die Stadt zu erreichen, obwohl 30 Minuten mehr als genug sein sollten.“

Im Jahr 1928 schaltete sich auch die SITA in die Angelegenheit ein und teilte mit, dass sie sehr gerne zur alten Strecke über Falciani zurückkehren würde, dass aber auch die Via degli Scopeti als zweitbeste Lösung in Frage käme.
Am 21. Dezember 1928 richtete der Podestà von San Casciano einen weiteren Appell an das Ministerium, in dem er um eine Verbesserung des Fuhrparks bat, und schließlich wurde am 27. Februar 1929 ein allerletzter Antrag an die Direzione dei Tramways Fiorentini gerichtet. In diesem Antrag wurde neben der Rückkehr der Busse auf die günstigere Strecke auch die Erweiterung der Straßenbahnlinie durch die Einrichtung eines vierten Zugpaares auf der Strecke Florenz–San Casciano in Val di Pesa gefordert, was eine klare Ablehnung zur Folge hatte, die folgendermaßen begründet wurde:

„die hohen Kosten der Dampfstraßenbahn werden durch das geringe Verkehrsaufkommen nicht kompensiert.“

#### Der Kampf um die Erhaltung des Dienstes
Die Appelle des Bürgermeisters von San Casciano beschreiben eine reale Situation. Bereits zu Beginn des 20. Jahrhunderts war die stark frequentierte Strecke so stark abgenutzt, dass sich die Gemeinden San Casciano in Val di Pesa und Greve in Chianti 1906 gezwungen sahen, die Betreibergesellschaft wegen des schlechten Zustands der Strecke zu verklagen. Der Erste Weltkrieg verschärfte die Krise, und eine Fahrt mit der Straßenbahn wurde zum Abenteuer: Die Fahrpläne wurden nicht eingehalten, und der Zustand der Strecke verschlechterte sich so sehr, dass sie nicht mehr sicher war. Ein weiterer Grund für die Störungen war die Verwendung von Braunkohle aus dem Valdarno anstelle von Steinkohle, die für Kriegszwecke verwendet wurde, sowie die Einberufung des Personals zum Militärdienst. Das ging so weit, dass die Fahrgäste während der Fahrt gelegentlich aussteigen und in den Wald gehen mussten, um Holz für die Feuerung des Zuges zu schlagen. Nach Ende des Konflikts kehrte die Kohle langsam zurück, aber das Wagenmaterial wurde ohnehin kaum gewartet: Die finanzielle Lage der Straßenbahngesellschaft war desolat, und alle Verbesserungen wurden auf die lange Bank geschoben.

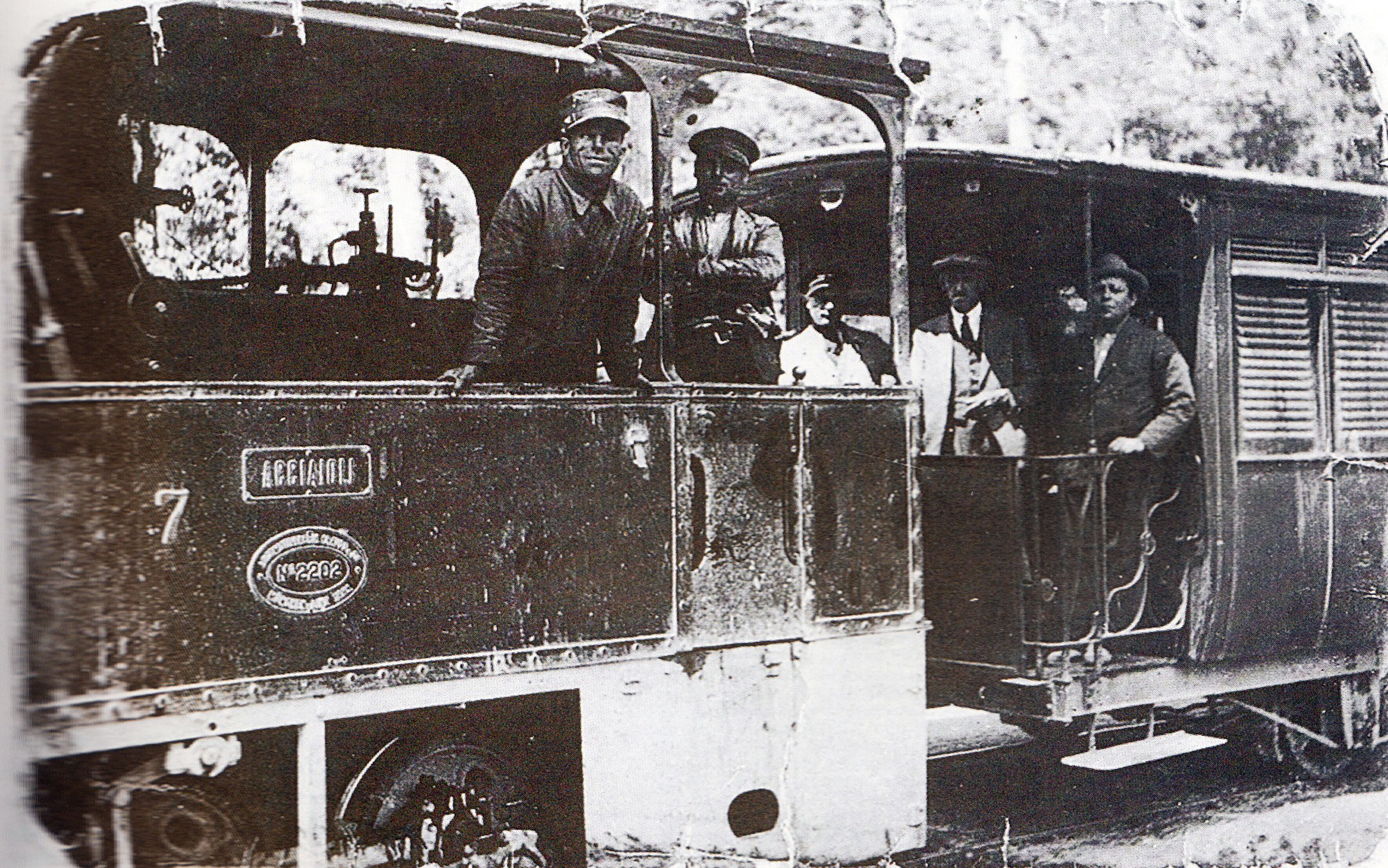
Lokomotive Nr. 7 „Acciaioli“, mit Lokomotivführer Giovanni Furini und Heizer Giovanni Barucci

Im Jahr 1921 schlug die Betreibergesellschaft zunächst erneut vor, die Strecke zu elektrifizieren, änderte aber bald ihre Meinung und beschloss, die Straßenbahn durch Busse zu ersetzen. Die Gemeinden Greve in Chianti und in geringerem Maße auch San Casciano in Val di Pesa wehrten sich vehement dagegen, so dass das Projekt vorerst auf Eis gelegt wurde.
Die unterschiedliche Reaktion der beiden Gemeinden ist darauf zurückzuführen, dass der Verlust der Straßenbahn für San Casciano in Val di Pesa fast wie ein Geschenk war: Für den Erhalt der Straßenbahn musste jedes Jahr ein hoher Betrag bezahlt werden, obwohl man wusste, dass die Einwohner die Straßenbahn nicht benutzen würden, sondern für den Individualverkehr die bequemeren Busse bevorzugten, auch wenn diese 20 % teurer waren als die Straßenbahn, während für den Güterverkehr inzwischen Lastwagen üblich waren. In Greve in Chianti hingegen wurde die Straßenbahn gut angenommen.
1932 kündigte die immer noch im Besitz der belgischen Société Générale des Chemins de Fer Economiques stehende TF, die 1898 die Betreibergesellschaft der Chianti-Strecken übernommen hatte und die 1926 von der Stadt Florenz die Konzession für alle elektrischen und dampfbetriebenen Straßenbahnen erhalten hatte, ihre Absicht an, die Linie einzustellen, so wie in den Jahren unmittelbar nach Kriegsende nach und nach alle anderen Dampfeisenbahnlinien stillgelegt worden waren. Der Streit ging weiter.
In diesem zweiten Streit veröffentlichte vor allem die in Greve erscheinende Wochenzeitung „Il Chianti“ zwischen Februar und März 1932 eine ganze Reihe von Artikeln, in denen sie für die Unverzichtbarkeit der Straßenbahn und ihre Unersetzbarkeit durch andere Verkehrsmittel argumentierte. Um die Bahnverbindung am Leben zu erhalten, forderte sie von den Betreibern kostspielige Modernisierungsarbeiten und auch eine Senkung der Fahrpreise, die als eigentliche Ursache für die Krise der Linie angesehen wurden. Dabei waren es gerade die gestiegenen Betriebskosten, die zur Einstellung der Linie geführt hatten. Sie verlangten auch eine Anpassung der Strecke, den Ersatz der Dampflokomotiven durch Dieseltriebwagen, die Streichung der kleinen Haltestellen und eine Revision der Frachttarife, die enorme Kosten verursachten, so dass ein Paket, das vom Bahnhof Campo di Marte nach Greve geschickt wurde, viermal so viel kostete wie der Transport von Campo di Marte zu jedem anderen italienischen Ort.
Greve in Chianti wandte sich in seinem Kampf auch an Minister Galeazzo Ciano, allerdings ohne Erfolg, und versuchte vor allem, die Gemeinde San Casciano in Val di Pesa mit ins Boot zu holen. In einem herzlichen Appell an seinen Amtskollegen aus San Casciano bat der Podestà von Greve in Chianti nicht nur um Unterstützung, sondern ließ auch warnend durchblicken, dass dieser Kampf von zwei sehr hohen Mitgliedern des faschistischen Regimes geteilt werde. Daraufhin forderte der Podestà von San Casciano in Val di Pesa im Namen der Bevölkerung den Präfekten von Florenz auf, die Straßenbahn abzuschaffen und durch effizientere Verkehrsmittel zu ersetzen. In dem Schreiben äußerte er sich auch beleidigt über die Art und Weise, wie der Herausgeber von „Il Chianti“ und der Podestà von Greve ihn in den Streit hineingezogen hätten, ohne ihn auch nur zu kontaktieren, und wie sie zudem die Falschmeldung nicht einmal, wie von ihm gefordert, korrigiert hätten.
Doch die SITA war eine harte Konkurrenz: Sie betrieb inzwischen alle Busverbindungen nach San Casciano, nach Mercatale, nach Greve und nach Siena.

#### Ende des Linienbetriebes
Am 24. September 1934 wurde die Société Les Tramways Florentins durch ein Urteil des Zivilgerichts Florenz wegen Schulden gegenüber der Elektrizitätsgesellschaft Valdarno für bankrott erklärt. Das gesamte Vermögen der Gesellschaft wurde von der Stadt Florenz aufgekauft, die damit ihr gesamtes Straßenbahnnetz einschließlich der Chianti-Strecken in die Hand bekam. Den Betrieb ihres nunmehr als Gestione Tranviaria Fiorentina (GTF) firmierenden Netzes übertrug die Stadt Florenz 1935 an Fiat. Da Fiat bereits den Busverkehr der SITA betrieb, waren damit alle öffentlichen Verkehrsmittel in und um Florenz in einer Hand.

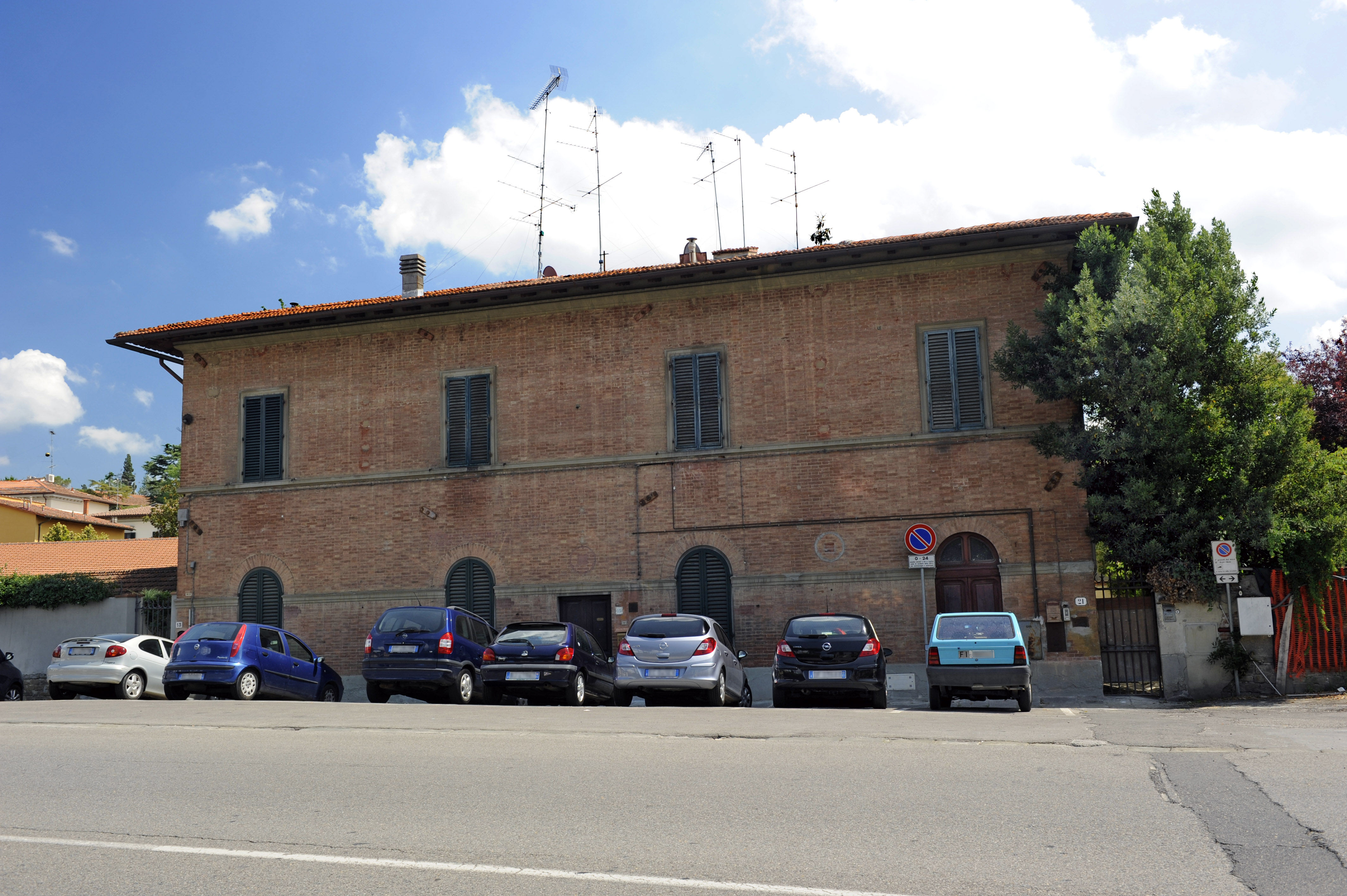
Das Gebäude, in dem sich der Bahnhof Gelsomino befand

Die Strecken nach San Casciano in Val di Pesa und Greve in Chianti wurden am 31. Juli 1935 nach 45 Jahren Betrieb als letzte Dampfstraßenbahnen in der Region Florenz eingestellt. Die Straßenbahn wurde endgültig durch die roten Busse der SITA, „le Rosse“ genannt, ersetzt. Die letzte Fahrt von San Casciano in Val di Pesa fand am folgenden Tag statt, als ein Güterzug um 17 Uhr abfuhr und alles mitnahm, was er laden konnte.
Die Lokomotive war die „Vittoria“, der Lokführer Giovanni Furini. In Greve in Chianti hingegen endete der Betrieb am 31. Juli, als ein Güterzug den Bahnhof mit dem gesamten Material verließ, das abtransportiert werden sollte. Die Lok hatte die Nummer 10 „Greve“ und fuhr um 20:15 Uhr ab.
Der Betrieb wurde der STU-FIAT übertragen, die von der Stadt Florenz das ausschließliche Recht zum Betrieb aller zu diesem Zeitpunkt in Betrieb befindlichen städtischen und außerstädtischen Straßenbahnlinien im Stadtgebiet von Florenz sowie zur Verwaltung aller Linien, die während der neunjährigen Konzessionsdauer eingerichtet werden sollten, erhalten hatte. Der neue Linienverkehr soll mit Fahrzeugen der Marke FIAT betrieben werden. Diese Fahrzeuge sollten über eine Kapazität von 35–40 Sitzplätzen verfügen. FIAT sollte mindestens 4 Fahrtenpaare pro Tag zwischen Florenz und Greve und mindestens 8 Fahrtenpaare pro Tag zwischen Florenz und San Casciano garantieren. FIAT beauftragte die Firma SITA mit der Durchführung des Dienstes. Sie sollte auch einen Güterverkehr gewährleisten, der jedoch nie zustande kam, wie die Zeitschrift „Il Chianti“ 1937 schrieb:.

„[...] Seit der Einstellung der Straßenbahnlinie Floren–Greve vor mehr als zwei Jahren gibt es keine regelmäßige und durchgehende Verbindung für den Güterverkehr von und nach Campo di Marte. Hätte es in Greve nicht lokale Privatunternehmen gegeben, die den Lkw-Transport übernehmen, wäre Greve von der Anbindung an den städtischen Güterbahnhof, über den unser gesamter Verkehr abgewickelt wird, ausgeschlossen gewesen. ...“

Die Stilllegung der Straßenbahn führte also zu einer Verschlechterung der wirtschaftlichen Lage mehrerer Unternehmen des Chianti.
Das Personal wurde von der GTF übernommen, die Anlagen demontiert und die Schienen im Frühjahr 1940 abgebaut. Eine der alten Lokomotiven wurde in die Steinbrüche von Carrara geschickt und dort wieder für den Transport von Marmorblöcken eingesetzt. Der Kessel der Lokomotive „Pier Vettori“ wurde in die Verwaltungsbüros gebracht und diente jahrelang als Heizung. Das Bahnhofsgebäude von Greve in Chianti war seit 1912 von SITA-Garagen flankiert und diente bis zu seinem Abriss 1970 als Busbahnhof und städtisches Lagerhaus. An seiner Stelle befindet sich heute eine Bushaltestelle, und auf der Fläche, die einst für den Ausbau der Eisenbahn vorgesehen war, wurden Wohnhäuser errichtet. Der Bahnhof von San Casciano hatte ein ähnliches Schicksal: Bushaltestelle und später Sitz des örtlichen Landwirtschaftskonsortiums. Das Empfangsgebäude wurde im Dezember 1983 abgerissen, und auf dem Gelände dahinter wurde ein Parkplatz angelegt.
Anders der Bahnhof von Tavarnuzze: Das Gebäude (von den Einheimischen „il birillo“ genannt) ist erhalten geblieben, es ist von einem Parkplatz und einem Pinienhain mit einem öffentlichen Park umgeben. Seit 2013 ist der Bahnhof Teil des Projekts zur Modernisierung der Piazza von Tavarnuzze. Der Bahnhof von Gelsomino ist ebenfalls noch vorhanden und in sehr gutem Zustand, wurde jedoch für private Zwecke umgebaut. An den Gebäuden der Haltestellen Ponte Falciani, Passo dei Pecorai und Gabbiano, in denen sich Trattorien befinden, hat sich bis auf die Entfernung der Gleise nichts geändert. Alles andere ist verschwunden.

## Daten und Fakten
| \| \| \| Firenze Campo di Marte nur Güterverkehr \| \| \| \| 0,0 \| Porta alla Croce \| Porta alla Croce \| \| \| \| Piazza della Zecca vecchia \| \| \| \| \| Ponte di San Niccolò \| \| \| \| \| Barriera di San Niccolò \| \| \| \| \| Piazzale Michelangelo \| \| \| \| 2,3 \| Porta Romana \| Porta Romana \| \| \| \| Gelsomino \| \| \| \| 3,6 \| Barriera delle Due Strade \| Barriera delle Due Strade \| \| \| 5,3 \| Galluzzo \| Galluzzo \| \| \| \| Ponte della Certosa \| \| \| \| 6,3 \| Certosa \| Certosa \| \| \| 7,3 \| Le Rose \| Le Rose \| \| \| 8,6 \| Tavarnuzze Ende des elektrischen Betriebs \| Tavarnuzze Ende des elektrischen Betriebs \| \| \| 10,3 \| Ponte Scopeti \| Ponte Scopeti \| \| \| 14,0 \| Ponte Falciani \| Ponte Falciani \| \| \| \| Ponte dei Falciani \| \| \| \| 18,4 \| San Casciano in Val di Pesa \| San Casciano in Val di Pesa \| \| \| 17,3 \| Ponte di Cappello \| Ponte di Cappello \| \| \| 19,0 \| Ferrone \| Ferrone \| \| \| \| Ponte di Poneta (Borro della Calosina) \| \| \| \| 22,6 \| Gabbiano \| Gabbiano \| \| \| \| Ponte di Sant’ Angelo \| \| \| \| 23,9 \| Passo dei Pecorai \| Passo dei Pecorai \| \| \| \| Ponte del Casino \| \| \| \| 25,5 \| Testi \| Testi \| \| \| \| Ponte di Rimaggio \| \| \| \| \| Greti \| \| \| \| 31,7 \| Greve in Chianti \| Greve in Chianti \| |      |                                           |                                           |
| U-Bahn-Betriebs-/Güterbahnhof Streckenanfang (Strecke außer Betrieb) |      | Firenze Campo di Marte nur Güterverkehr   | Firenze Campo di Marte nur Güterverkehr   |
| U-Bahn-Bahnhof (Strecke außer Betrieb) | 0,0  | Porta alla Croce                          | Porta alla Croce                          |
| U-Bahn-Haltepunkt / Haltestelle (Strecke außer Betrieb) |      | Piazza della Zecca vecchia                | Piazza della Zecca vecchia                |
| U-Bahn-Brücke über Wasserlauf (Strecke außer Betrieb) |      | Ponte di San Niccolò                      | Ponte di San Niccolò                      |
| U-Bahn-Haltepunkt / Haltestelle (Strecke außer Betrieb) |      | Barriera di San Niccolò                   | Barriera di San Niccolò                   |
| U-Bahn-Haltepunkt / Haltestelle (Strecke außer Betrieb) |      | Piazzale Michelangelo                     | Piazzale Michelangelo                     |
| U-Bahn-Kopfbahnhof Streckenanfang und quer (Strecke außer Betrieb) · U-Bahn-Abzweig geradeaus und von rechts (Strecke außer Betrieb) | 2,3  | Porta Romana                              | Porta Romana                              |
| U-Bahn-Bahnhof (Strecke außer Betrieb) |      | Gelsomino                                 | Gelsomino                                 |
| U-Bahn-Haltepunkt / Haltestelle (Strecke außer Betrieb) | 3,6  | Barriera delle Due Strade                 | Barriera delle Due Strade                 |
| U-Bahn-Haltepunkt / Haltestelle (Strecke außer Betrieb) | 5,3  | Galluzzo                                  | Galluzzo                                  |
| U-Bahn-Brücke über Wasserlauf (Strecke außer Betrieb) |      | Ponte della Certosa                       | Ponte della Certosa                       |
| U-Bahn-Haltepunkt / Haltestelle (Strecke außer Betrieb) | 6,3  | Certosa                                   | Certosa                                   |
| U-Bahn-Haltepunkt / Haltestelle (Strecke außer Betrieb) | 7,3  | Le Rose                                   | Le Rose                                   |
| U-Bahn-Bahnhof (Strecke außer Betrieb) | 8,6  | Tavarnuzze Ende des elektrischen Betriebs | Tavarnuzze Ende des elektrischen Betriebs |
| U-Bahn-Haltepunkt / Haltestelle (Strecke außer Betrieb) | 10,3 | Ponte Scopeti                             | Ponte Scopeti                             |
| U-Bahn-Bahnhof (Strecke außer Betrieb) | 14,0 | Ponte Falciani                            | Ponte Falciani                            |
| U-Bahn-Brücke über Wasserlauf (Strecke außer Betrieb) |      | Ponte dei Falciani                        | Ponte dei Falciani                        |
| U-Bahn-Kopfbahnhof Streckenanfang und quer (Strecke außer Betrieb) · U-Bahn-Abzweig geradeaus und nach rechts (Strecke außer Betrieb) | 18,4 | San Casciano in Val di Pesa               | San Casciano in Val di Pesa               |
| U-Bahn-Haltepunkt / Haltestelle (Strecke außer Betrieb) | 17,3 | Ponte di Cappello                         | Ponte di Cappello                         |
| U-Bahn-Haltepunkt / Haltestelle (Strecke außer Betrieb) | 19,0 | Ferrone                                   | Ferrone                                   |
| U-Bahn-Brücke über Wasserlauf (Strecke außer Betrieb) |      | Ponte di Poneta (Borro della Calosina)    | Ponte di Poneta (Borro della Calosina)    |
| U-Bahn-Haltepunkt / Haltestelle (Strecke außer Betrieb) | 22,6 | Gabbiano                                  | Gabbiano                                  |
| U-Bahn-Brücke über Wasserlauf (Strecke außer Betrieb) |      | Ponte di Sant’ Angelo                     | Ponte di Sant’ Angelo                     |
| U-Bahn-Haltepunkt / Haltestelle (Strecke außer Betrieb) | 23,9 | Passo dei Pecorai                         | Passo dei Pecorai                         |
| U-Bahn-Brücke über Wasserlauf (Strecke außer Betrieb) |      | Ponte del Casino                          | Ponte del Casino                          |
| U-Bahn-Haltepunkt / Haltestelle (Strecke außer Betrieb) | 25,5 | Testi                                     | Testi                                     |
| U-Bahn-Brücke über Wasserlauf (Strecke außer Betrieb) |      | Ponte di Rimaggio                         | Ponte di Rimaggio                         |
| U-Bahn-Haltepunkt / Haltestelle (Strecke außer Betrieb) |      | Greti                                     | Greti                                     |
| U-Bahn-Kopfbahnhof Streckenende (Strecke außer Betrieb) | 31,7 | Greve in Chianti                          | Greve in Chianti                          |

Die Strecke war als eingleisige Überlandstraßenbahn überwiegend entlang von Straßen erbaut worden.

### Strecke

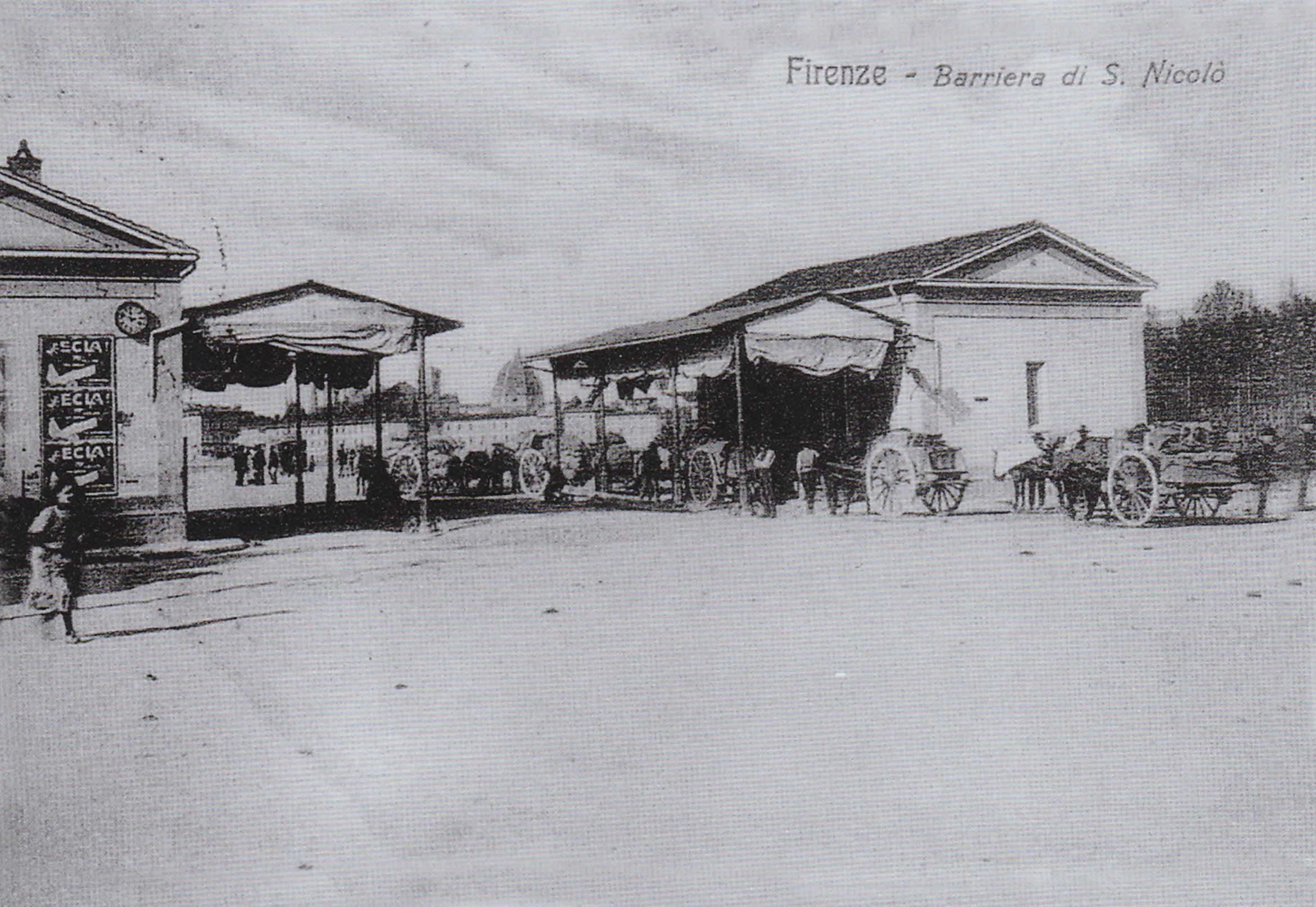
Zollschranke Barriera di San Niccolò

Laut Prüfbericht vom 20. Mai 1892 legte die Chianti-Straßenbahn von Florenz nach Greve in Chianti 6.887 m auf Gemeindestraßen, 23.594 m auf Provinzstraßen und 5.766 m auf eigenem Bahnkörper zurück. Die Zweigstrecke nach San Casciano in Val di Pesa 3.388 m auf Provinzstraßen und 1.002 m auf eigenem Bahnkörper, wobei die Steigungen stets unter 60 Promille lagen.
Der Ausgangspunkt der Chianti-Dampfstraßenbahn in Florenz befand sich ursprünglich auf der Piazza Cesare Beccaria, damals Porta alla Croce genannt, wo es keinen richtigen Bahnhof gab, so dass die Züge in der Mitte des Platzes hielten. Von der Piazza Beccaria ging auch die Nebenstrecke zum Bahnhof Campo di Marte ab, die ausschließlich den Güterzügen vorbehalten war, während die Reisenden zu Fuß gehen mussten.
Von der Porta alla Croce aus führte die Strecke durch die damalige Viale Duca di Genova (später Viale Giovanni Amendola), im Volksmund „Pratoni della Zecca“ genannt (wo sich das Staatsarchiv befindet), in Richtung Arno. Die erste Station war die damalige Piazza della Zecca Vecchia (das Gebiet zwischen Piazza Piave und Lungarno Pecori–Giraldi), von wo aus sie den Fluss auf der neuen Eisenbrücke überqueren sollte. Die 1837 errichtete Hängebrücke von San Ferdinando wurde bald durch eine eiserne Brücke ersetzt, die das Gewicht des Zuges tragen konnte. Sie wurde nach San Niccolò benannt und am 8. Juli 1890 mit zwei Lokomotiven und zwei Waggons bei einer Geschwindigkeit von 20 km/h erprobt. Nach der Überquerung des Flusses befand sich an der heutigen Piazza Francesco Ferrucci eine große Zollschranke, die Barriera di San Niccolò, den die Straßenbahn rechts durch einen in die Stadtmauer gehauenen Durchgang passierte.
Von hier aus verlief die Strecke durch die Viale dei Colli: Viale Michelangelo bis zur Piazzale Michelangelo, dann in die Viale Galileo bis zur Piazzale Galileo, in deren Nähe sich der Tivoli-Garten befand. Von der Piazzale Galileo bog die Strecke nach links in die Viale Torricelli ein und fuhr bis zur Kreuzung mit der Viale del Poggio Imperiale, wo sie auf die Strecke traf, die von der Piazzale di Porta Romana (der zweiten florentinischen Endstation) über die steile Viale del Poggio Imperiale führte.
Nach der Kreuzung führte die Strecke durch die Via del Gelsomino, eine eigens für den Straßenbahnbetrieb angelegte Straße, an der sich die gleichnamige Straßenbahnhaltestelle befand. Neben dem Fahrgastgebäude bestand die Station Gelsomino aus einem großen Platz, einer Reparaturwerkstatt und einem Ersatzteillager. Nach der Elektrifizierung der Strecke wurde die Station Gelsomino stillgelegt und das Depot in ein Depot für Elektrofahrzeuge umgewandelt.
Die Strecke verlief weiter auf der Via Romana, der heutigen Via Senese, durch das Viertel Due Strade bis zur Kreuzung mit der Via di Malavolta, wo die Grenze zur damaligen Gemeinde Galluzzo verlief und sich eine weitere Zollschranke befand. Nach der Schranke führte die Straßenbahnstrecke auf der Via Senese weiter, durch Galluzzo, an der Certosa San Lorenzo di Galluzzo vorbei, durch I Bottai und an der Abzweigung nach Le Rose vorbei bis Tavarnuzze, wo sich eine weitere Haltestelle befand, deren Gebäude heute noch steht (ebenso wie das Gebäude in Gelsomino), obwohl sich die Haltestelle ursprünglich am nördlichen Ortsrand befand. Das Bahnhofsgebäude von Tavarnuzze liegt am Hauptplatz des Ortes und war einst mit einem Güterbahnhof, einem Brunnen zur Wasserversorgung der Lokomotiven und einem Kohlenlager ausgestattet. Nach Tavarnuzze fuhren die Züge an der Mulino del Diavolo (Teufelsmühle) und der Ponte degli Scopeti (Scopeti-Brücke) vorbei in die Ebene des Flusses Greve (auf dem Gebiet des heutigen amerikanischen Friedhofs) bis zur engen Schlucht der Bifonica und erreichten kurz darauf das Dorf Falciani. Im Bahnhof Ponte dei Falciani verzweigten sich die beiden Streckenäste: Auf der Hauptstrecke ging es nach Greve in Chianti, auf der Nebenstrecke nach San Casciano in Val di Pesa, letztere mit ausgeprägtem Gefälle.
Die Strecke nach Greve führte nach der Brücke von Cappello durch den Weiler Ferrone, wo sich weitere Depots für Ersatzteile und Kleinmaterial befanden, und erreichte dann das Dorf Gabbiano, wo sich ein weiterer kleiner Bahnhof befand, und überquerte die Gabbiano-Brücke (damals auch Sant’Angelo-Brücke genannt). Im weiteren Verlauf erreichte sie das Dorf Passo dei Pecorai und dann die Industriesiedlung Testi, die durch einige Gleise mit der Strecke verbunden war. Nach Testi ging die Strecke in einen langen Abschnitt auf eigenem Bahnkörper über, der am Hügel Vicchiomaggio vorbeiführte und der Straßenbahn bis zur Brücke von Greti das Aussehen einer echten Eisenbahnlinie verlieh. Von Greti aus erreichte die Straßenbahn bald Greve in Chianti, wo sich der Endpunkt an der heutigen Piazza Trento befand. Der Bahnhof von Greve bestand aus dem Passagiergebäude, einem großen Gleisfeld und einem großen Depot für Fahrzeuge und Güter. Nach der Ankunft in Greve übernachtete das fahrende Personal bei einer einheimischen Dame, die Zimmer vermietete und mit der die Betreibergesellschaft eine Vereinbarung getroffen hatte.

### Güterverkehr

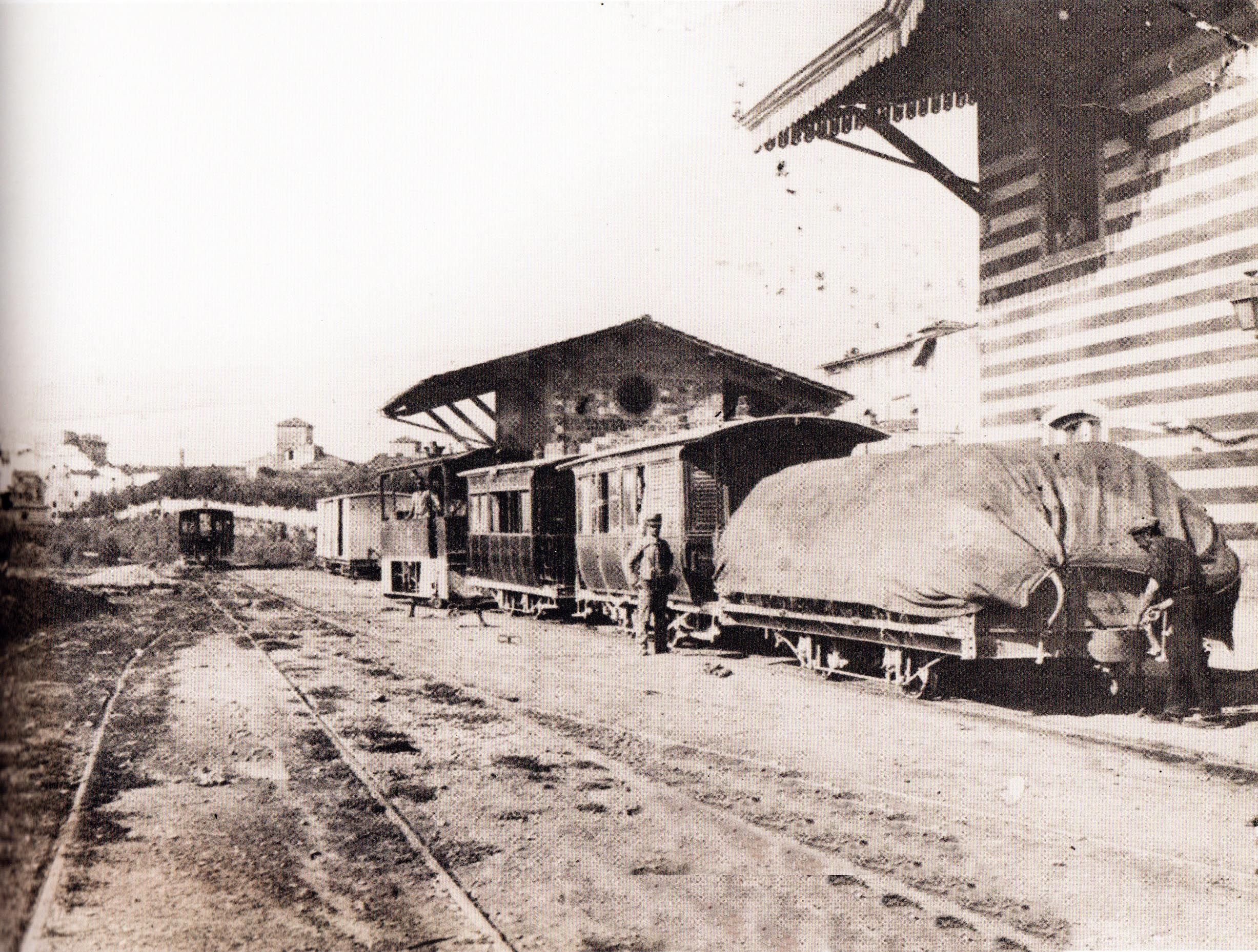
Gemischter Zug im Bahnhof von San Casciano in Val di Pesa (1914)

Der Güterverkehr wurde auf der gesamten Strecke abgewickelt.
Als das Gleis gebaut wurde, wollte man die Gelegenheit nutzen, um die Straßenbahnhaltestelle Porta alla Croce mit dem Güterbahnhof Porta alla Croce zu verbinden, der von der Strade Ferrate Romane und später von der Rete Adriatica genutzt wurde. Der Bau dieser wenigen Meter Gleis führte jedoch zu einem langwierigen Streit zwischen der Stadt Florenz und der konzessionierten Straßenbahngesellschaft: Das genehmigte Projekt sah vor, dass die Strecke von der Piazza Beccaria in die Via Scialoia einmündet und nach der Unterquerung der Eisenbahnlinie im Bahnhof Porta alla Croce endet. Da die Römischen Eisenbahnen jedoch beschlossen hatten, die Strecke weiter flussaufwärts in den Bereich des Bahnhofs Firenze Campo di Marte zu verlegen, beantragten die Straßenbahnbetreiber bei der Gemeinde eine Änderung des Projekts und legten einen Entwurf vor. Die vorgelegte Variante sah vor, anstelle der Eisenbahnunterführung ein provisorisches Gleis entlang der Viale Principe Eugenio zu bauen, das nach rechts abbiegen sollte, um den aufzulösenden Bahnhof zu erreichen. Die Stadtverwaltung von Florenz hatte kein Verständnis für das Projekt und beschuldigte die Betreibergesellschaft, Geld sparen zu wollen, um den Bau der Unterführung zu vermeiden. Es folgte ein langer Streit, der erst am 17. Juli 1891 endete, als der Bau des provisorischen Strangs genehmigt wurde. Als die Station Campo di Marte eingeweiht wurde, war die Straßenbahn bereits elektrifiziert und die Gleise verliefen über Viale Principe Eugenio, Piazza Donatello, Via degli Artisti, Piazzola-Brücke, Viale Militare (später Viale dei Mille) und Via del Pratellino.
Der Anschluss der Straßenbahnlinie an den Güterbahnhof von Campo di Marte erforderte den Bau von Abzweigungen entlang der gesamten Strecke für die umliegenden Fabriken. Die erste Abzweigung befand sich in Gelsomino für die „Fabbrica Meccanica di Botti“, für die am 5. Mai 1891 bei der Stadt Florenz ein Antrag gestellt worden war; eine weitere Genehmigung erteilte die Stadt dem „Stabilimento Vinicolo“ in derselben Ortschaft. Ein weiterer Knotenpunkt befand sich in der Ortschaft Molino del Diavolo für die Steinbrüche von Pietra Serena in Poggio ai Grilli, die damals sehr aktiv waren, so dass die Straßenbahn nicht nur für die Bewohner des Ortes hielt, sondern auch eine weitere Haltestelle einrichtete, die ausschließlich von den Steinbrucharbeitern genutzt wurde. Für die Zementfabrik Testi beförderte die Linie eine beträchtliche Menge an Gütern, durchschnittlich 10 Waggons pro Tag, aber als die Zementfabrik begann, ihre eigenen Lastwagen für den Transport von Gütern einzusetzen, erlitt die Straßenbahn einen großen wirtschaftlichen Schaden.
Weitere Anschlussgleise befanden sich in Bottai für die Brennerei Siligardi und in Greti, wo auch ganze Waggons für die Brennerei Caldini–Bandinelli und die Mühle Caldini transportiert wurden. Für die Terrakotta-Brennöfen in Ferrone wurden eine Weiche und ein Anschlussgleis gebaut, auf dem ein Wagen sowohl für die Brennöfen als auch für die dort befindliche Mühle abgestellt werden konnte. Im selben Ort schloss die Betreibergesellschaft mit Herrn Luigi Lombardini, dem Geschäftsführer eines Lebensmittelgeschäfts mit Brennofen, der „Bottega della Tranvia“, eine Vereinbarung über die Installation eines Telefons für den ausschließlichen Gebrauch durch das Bedienungspersonal mit Verbindungen nach Greve, San Casciano und Florenz.

### Schienensystem
Die Strecke wurde mit Stahlschienen mit einem Gewicht von 24 kg pro Meter, 11 Schwellen und 9 m langen Schienen mit einer Spurweite von 1.445 mm ausgestattet. Diese Schienen unterschieden sich von den vertraglich festgelegten Schienen (25 kg/m), aber man entschied sich für die leichteren, da sie auf dem Markt leichter erhältlich waren. Um den Reibungswiderstand zu verringern, wurden die Kurven mit einem Mindestradius von 50 m ausgeführt, was teilweise ein Verlassen der Straße auf einem eigenen Gleiskörper erforderlich machte.

## Schienenfahrzeuge

### Triebfahrzeuge

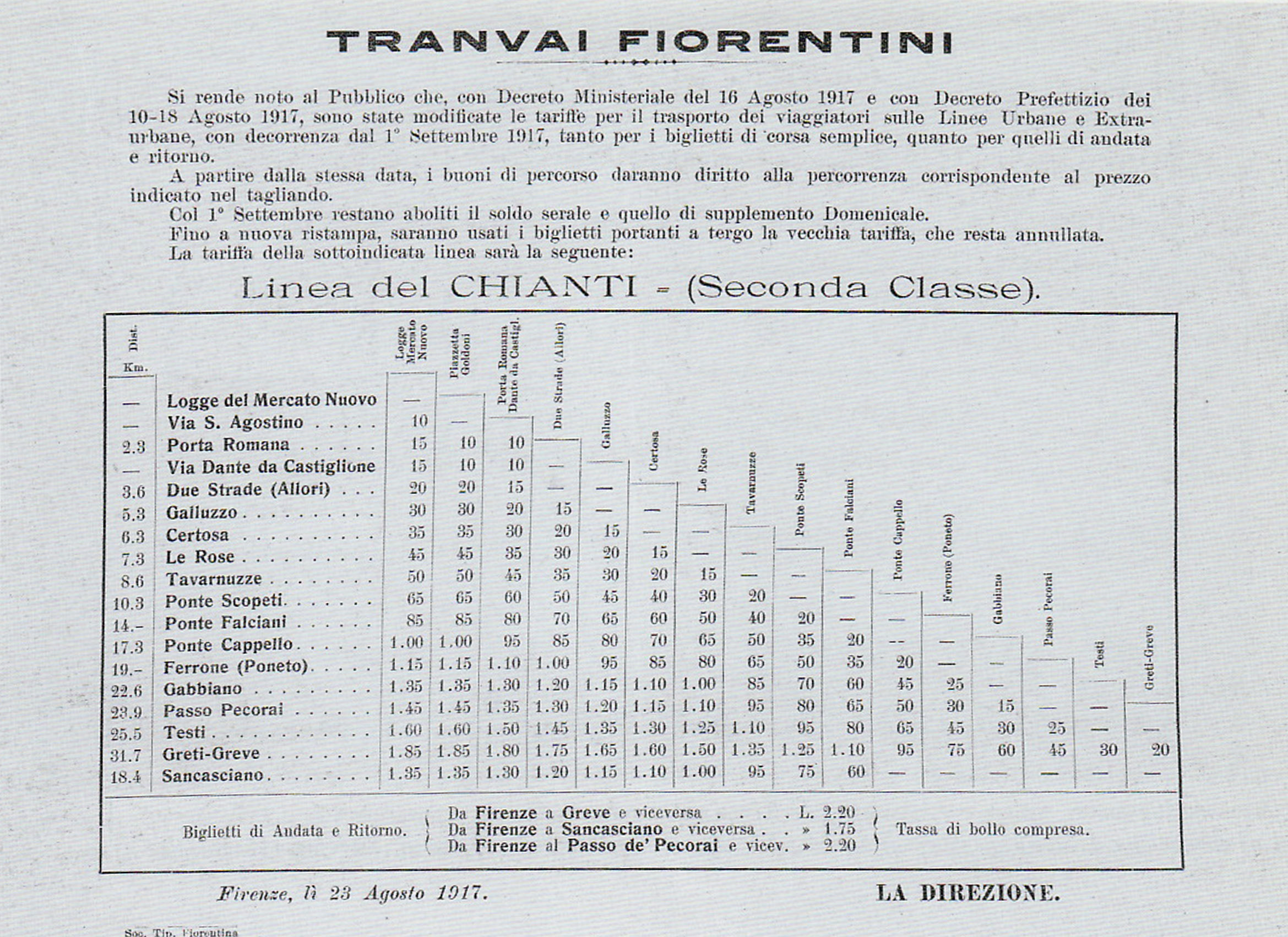
1917 geltende Tarife der 2. Klasse

Die Zweigstrecke nach San Casciano führte über eine abschüssige Strecke, weshalb auf der Chianti-Linie die stärksten Lokomotiven im florentinischen Raum eingesetzt wurden. Die Lokomotiven wurden von der Firma Krauss & C. in München gebaut und wurden überwiegend nach bekannten historischen Persönlichkeiten aus Florenz und dem Chianti benannt. Drei von ihnen stammten aus dem Jahr 1889, hatten drei Achsen und eine Leistung von 89 kW (120 PS). Fünf weitere Lokomotiven stammten ebenfalls aus dem Jahr 1889, hatten ebenfalls drei Achsen, aber eine Leistung von 74 kW (100 PS). Eine sechste Lokomotive dieser Bauart wurde 1893 beschafft. Als erste Lokomotive war bereits 1888 der Zweikuppler Vittoria in Betrieb genommen worden; diese Lokomotive hatte eine Leistung von nur 44 kW (60 PS). Sie wurde auch „la Gloriosa“ genannt, weil sie als erste in Betrieb genommen wurde und auch die Lokomotive war, die am 1. August 1935 den letzten Zug von San Casciano nach Florenz zog. Trotz der schwierigen Streckenverhältnisse und dem zuletzt schlechten Gleiszustand sowie den Steigungen auf der Strecke nach San Casciano bewährten sich alle Lokomotiven.
Die Geschwindigkeit erreichte nur sehr selten 20 km/h, meist lag die Höchstgeschwindigkeit in der Ebene bei 18 km/h, sank aber auf der Strecke Ponte dei Falciani–San Casciano auf 12 km/h und auf der Strecke von Barriera di San Niccolò bis zum gesamten Viale dei Colli auf 7 km/h ab. Mit diesen Geschwindigkeiten legten die Züge die Strecke zwischen Florenz und Greve in Chianti in etwa 2 Stunden zurück, während sie bis San Casciano durchschnittlich 1 Stunde und 23 Minuten benötigten.
Nach der Einstellung der Dampfstraßenbahn von Florenz nach Poggio a Caiano kamen von dort vier weitere Krauss-Lokomotiven mit 44 kW auf die Chianti-Strecken. Eine davon, die Nr. 22, diente jedoch zunächst einige Jahre auf der Straßenbahn Neapel–Caivano.
| Betriebsnummer | Name                   | Leistung | Achsen | Radstand (mm) | Gewicht | Zugkraft | Höchstgeschwindigkeit (km/h) | Baujahr | Seriennummer |
| -------------- | ---------------------- | -------- | ------ | ------------- | ------- | -------- | ---------------------------- | ------- | ------------ |
| N. 1           | Niccolò da Uzzano      | 120 PS   | 3      | 2000          | 18070   | 2700     | 30 km/h                      | 1889    | 2208         |
| N. 2           | Passignano             | 120 PS   | 3      | 2000          | 18070   | 2700     | 30 km/h                      | 1889    | 2207         |
| N. 3           | Pier Vettori           | 120 PS   | 3      | 2000          | 18070   | 2700     | 30 km/h                      | 1889    | 2206         |
| N. 4           | Giovanni da Verrazzano | 100 PS   | 3      | 2000          | 16100   | 2138     | 25 km/h                      | 1889    | 2205         |
| N. 5           | Accursio               | 100 PS   | 3      | 2000          | 16100   | 2138     | 25 km/h                      | 1889    | 2204         |
| N. 6           | Machiavelli            | 100 PS   | 3      | 2000          | 16100   | 2138     | 25 km/h                      | 1889    | 2203         |
| N. 7           | Acciaioli              | 100 PS   | 3      | 2000          | 16100   | 2138     | 25 km/h                      | 1889    | 2202         |
| N. 8           | Buondelmonti           | 100 PS   | 3      | 2000          | 16100   | 2138     | 25 km/h                      | 1889    | 2201         |
| N. 9           | Vittoria               | 60 PS    | 2      | 1600          | 10775   | 1420     | 25 km/h                      | 1888    | 1652         |
| N. 10          | Greve                  | 100 PS   | 3      | 2000          | 16100   | 2138     | 25 km/h                      | 1893    | 2893         |
| N. 18          |                        | 60 PS    | 2      | 1600          | 10775   | 1420     | 25 km/h                      | 1883    | [ 65 ]       |
| N. 20          |                        | 60 PS    | 2      | 1600          | 10775   | 1420     | 25 km/h                      | 1881    | [ 65 ]       |
| N. 21          |                        | 60 PS    | 2      | 1600          | 10775   | 1420     | 25 km/h                      | 1883    | [ 65 ]       |
| N. 22          |                        | 60 PS    | 2      | 1600          | 10775   | 1420     | 20 km/h                      | 1881    | [ 65 ]       |

### Wagenmaterial
Von Florenz nach Greve–San Casciano gab es durchschnittlich 28 Fahrten, in der Gegenrichtung waren es 24 Fahrten, aber in der Regel gab es viele zusätzliche Fahrten, die in Tavarnuzze endeten. In Richtung Florenz gab es weniger Fahrten, da die Züge aus mehr Wagen bestanden. Auf der Hauptstrecke nach Greve bestanden die Züge in der Regel aus sechs Wagen, auf der steilen Stichstrecke nach San Casciano nur aus drei Wagen.
Die für 70 Fahrgäste ausgelegten Wagen wurden von den Officine Grondona in Mailand gebaut. Sie besaßen zwei Achsen mit offenen Plattformen an den Enden. Ihr Gewicht betrug ca. 5 Tonnen. Die verschiedenen Klassen waren leicht an den unterschiedlichen Farben der Wagen zu erkennen: die erste Klasse war rot, die zweite grün und die gemischte Klasse zweifarbig. Die Wagen der ersten Klasse wurden mit Zinkbehältern beheizt, die mit heißem Wasser aus der Lokomotive gefüllt und unter die Füße der Reisenden gestellt wurden.
Die Güterwagen waren offen oder geschlossen, hatten vier Räder auf zwei Achsen und wogen etwa 6 Tonnen.

### Personal
| Tätigkeit         | Gehalt in Lire zum 1. Januar 1919 |
| ----------------- | --------------------------------- |
| Chefschaffner     | 19,24                             |
| Maschinist        | 19,22                             |
| Schaffner         | 17,83                             |
| Geprüfte Heizer   | 17,68                             |
| Lokomotivführer   | 16,29                             |
| Ungeprüfte Heizer | 15,88                             |
| Bremser           | 15,12                             |
| Laufbursche       | 15,01                             |
| Arbeiter          | 14,52                             |

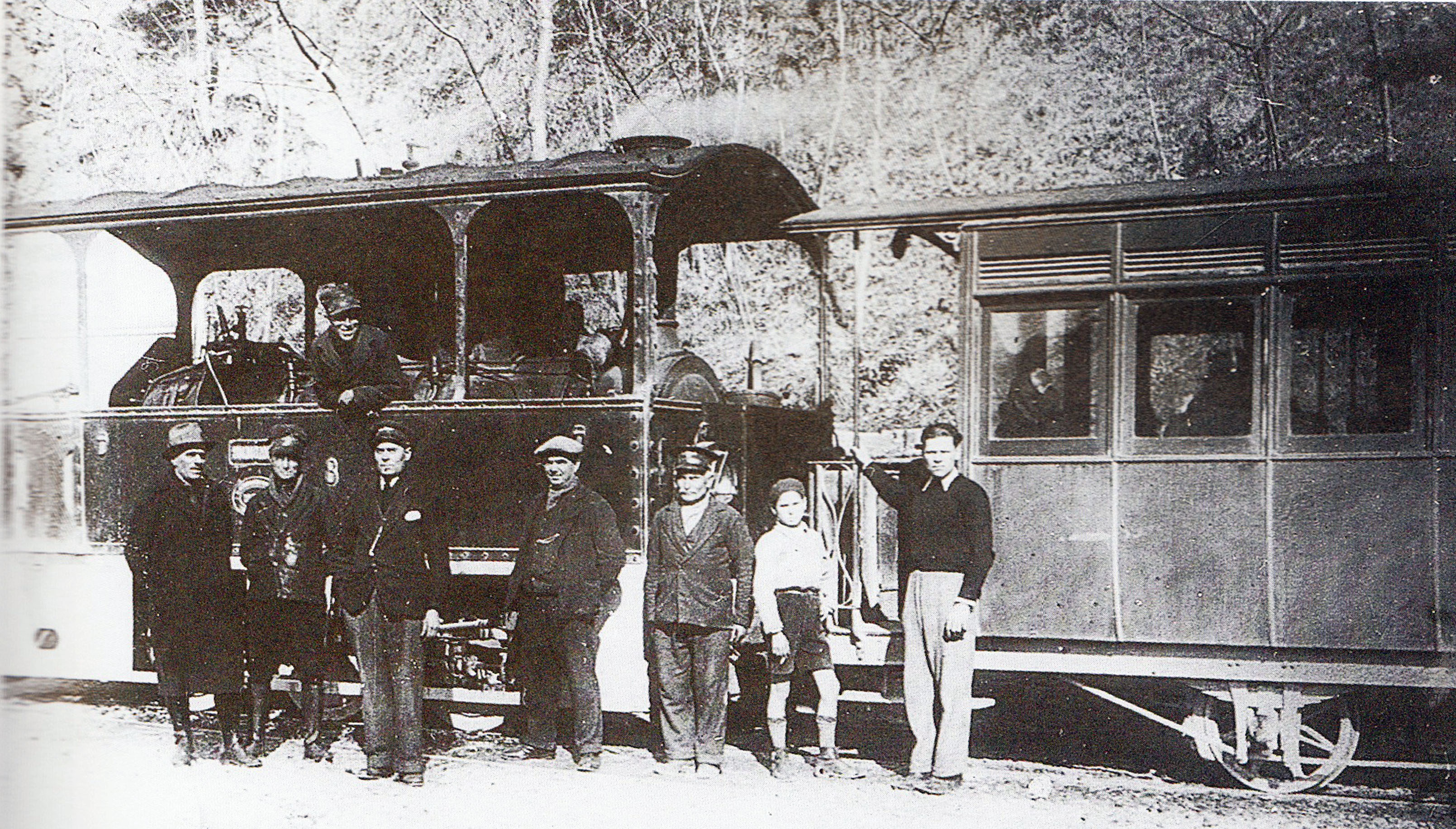
Straßenbahnpersonal mit Lokomotive Nr. 8 „Buondelmonti“

Für das Straßenbahnpersonal galten strenge Regeln, sowohl was die Uniformen betraf, die immer tadellos sein mussten, als auch was das Verhalten betraf, das immer korrekt und anständig sein musste. Die Gehälter waren für damalige Verhältnisse recht hoch, wobei die Lohnunterschiede zwischen den einzelnen Berufen nicht mehr als 25 Prozent betrugen. Bis zum 1. Januar 1919 verdienten die Maschinisten am meisten, gefolgt von den Schaffnern; ab diesem Zeitpunkt überholten die Schaffner die Maschinisten um zwei Lire.

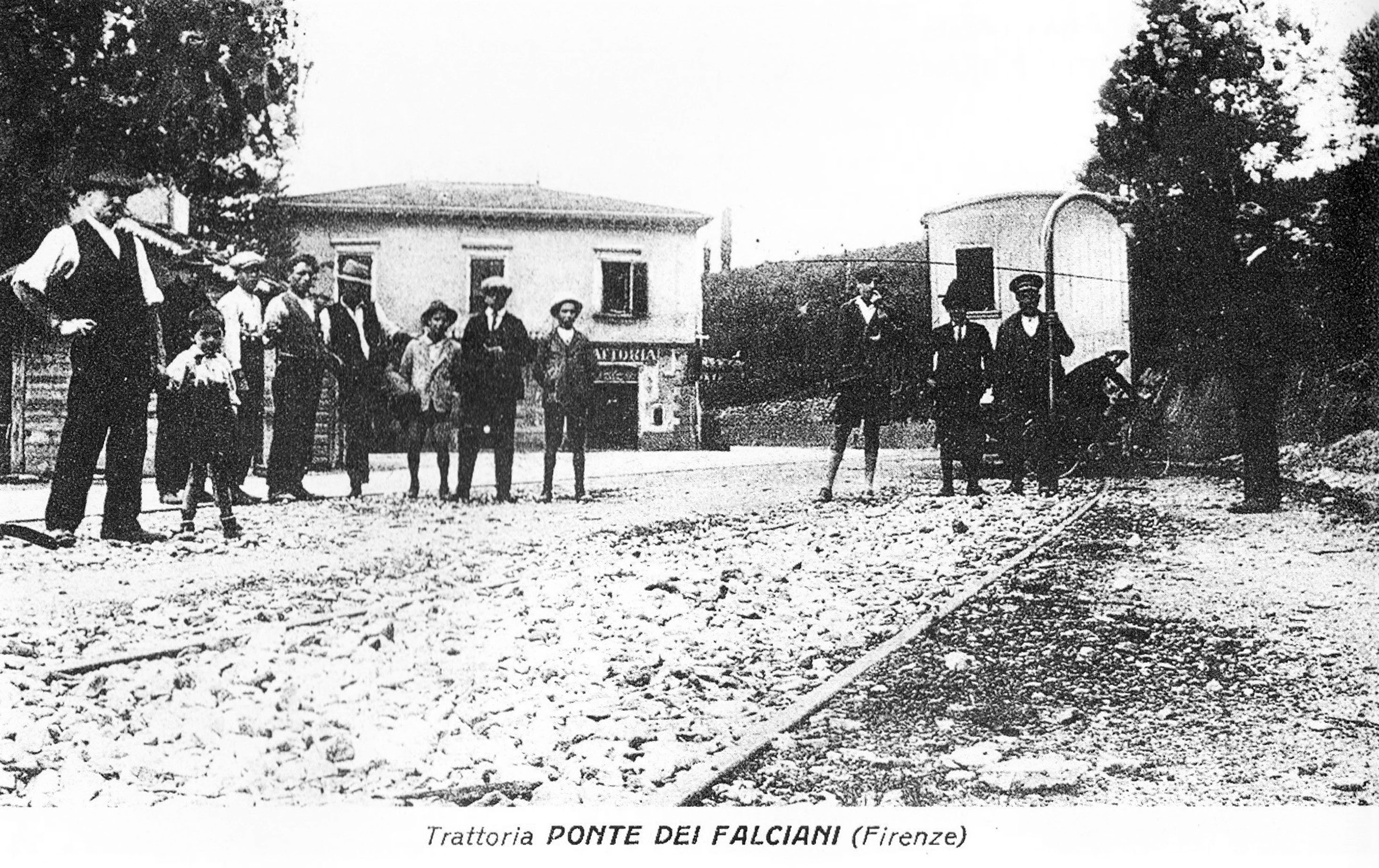
Straßenbahnpersonal in Pose vor der Station Falciani (der Herr, der sich an den Wasserbehälter lehnt, ist Furbino)

Unter den verschiedenen Aufgaben sind die geprüften Heizer zu erwähnen, die in der Regel Hilfskräfte des Lokführers waren, aber im Bedarfsfall die Lok fahren konnten. Die nicht geprüften Heizer mussten zusätzlich zu ihren Aufgaben die Bremse, den Bremsruf und die Gefahrensignale beherrschen. Die Triebwagen der florentinischen Strecken verfügten nie über eine durchgehende Bremsanlage, so dass die Aufgabe des Bremsens dem Lokführer und den verschiedenen Bremsern oblag, von denen einer pro Wagen als Laufbursche und Bremser eingeteilt war. Auf dem letzten Wagen eines jeden Zuges befand sich der Zugführer.
Das Personal waren Protagonisten vieler Episoden, die im Gedächtnis geblieben sind, insbesondere das Verhalten des Ingenieurs Testi während des Unfalls im Jahre 1907, aber es gab auch angenehmere Erinnerungen. Eine der merkwürdigsten Persönlichkeiten war der Hilfswärter, der auf der Station Gelsomino arbeitete. Es wird erzählt, dass er, um sich zu wärmen, Feuer anzündete, was laut Vorschrift verboten war, was aber seine Kollegen wussten, die ihn eines Tages am Telefon anriefen – damals eine Neuheit – und sagten: „Was machst du da? Fackelst du alles ab? Der Rauch kommt bis hierher!“ Der sanftmütige Furbino erschrak und glaubte, dass der Rauch durch das Telefon übertragen wurde, ging sofort hin, um das Feuer zu löschen und zündete es nie wieder an.
Das Personal der Chianti-Straßenbahn, aber auch das der anderen Straßenbahnlinien, drückte den bissigen florentinischen Stil so gut aus, so dass sie „tranvai“ genannt wurden. Unter den Heldentaten, die den Mitarbeitern des Dienstes in Erinnerung geblieben sind, sind zu nennen:
- der Laufbursche, der bei Einbruch der Dunkelheit zum Schrecken der Reisenden vorgab, sich mit dem Trageriemen seiner Tasche zu erhängen;[71]
- ein anderer forderte den Einsatz eines Polizeibeamten oder eines Carabinieri, falls dieser an Bord des Wagens sei, um „diese Hitzewelle zu stoppen“;[72]
- der als „fliegender Verrückte“ bekannte Fahrer, der den Poggio Imperiale mit sieben Kerben, d. h. mit voller Geschwindigkeit, hinunterfuhr und regelmäßig auf dem Platz der Porta Romana entgleiste[72]

## Die Straßenbahn in der Literatur

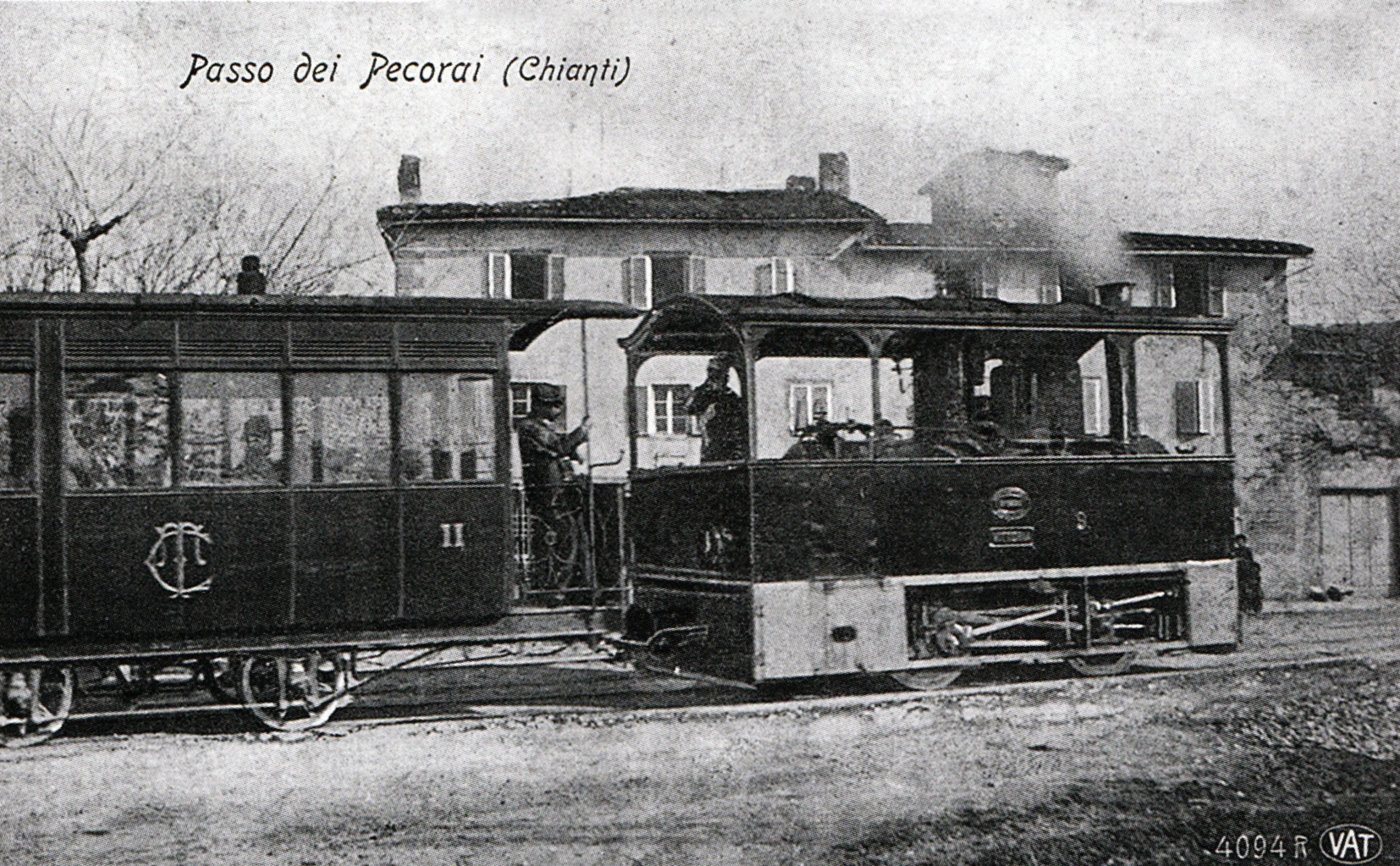
Zug, gezogen von der Lokomotive Nr. 9 „Vittoria“, auf der Durchfahrt in Passo dei Pecorai

Auch in der Literatur jener Zeit findet die Straßenbahn Erwähnung, dank zweier bekannter, längere Zeit in Greve in Chianti ansässiger Schriftsteller: Domenico Giuliotti und Bino Sanminiatelli. Domenico Giuliotti lebte in Greve, und viele seiner Freunde benutzten die Straßenbahn, um ihn zu besuchen, und beschrieben sie, darunter Giovanni Papini, Nicola Lisi, Bruno Cicognani, Ferdinando Paolieri, Ardengo Soffici und Raffaello Romanelli. Giovanni Papini, der Freund, der Giuliotti am häufigsten besuchte, beschrieb die Chianti-Straßenbahn auf einigen Seiten in „Gli operai della vigna“ (1929), wo er von seiner ersten Fahrt mit der kleinen Bahn berichtete. Auch Papinis Tochter Viola Paszkowski beschrieb die kleine Bahn in ihrem Buch von 1956 mit dem Titel La bambina guardava. Nicola Lisi erwähnte die Straßenbahn im Ragguaglio dell'attività letteraria dei cattolici del 1935, als er seine Fahrt mit dem kleinen Zug beschrieb, um Giuliotti in seinem Haus zu besuchen, das la spelonca dell'omo selvatico genannt wurde.
Ferdinando Paolieri erwähnt die Straßenbahn in seiner Novelle toscane (1914) in der Erzählung Il fico (Der Feigenbaum), die mit einer Beschreibung des Bahnhofs von San Casciano beginnt. Zu den Schriftstellern aus San Casciano, die sich über die Straßenbahn äußerten, gehörten Pasquale Bellini, der sich in seinem Werk Un uomo si confessa (1962) an seine Jugend erinnerte und das Leben am Bahnhof von San Casciano beschrieb, und auch Tebaldo Pellizzari, ein mit Giuliotti und Papini befreundeter Priester und Mitarbeiter der Zeitschrift Il Frontespizio.
Die bewegendste und meisterhafteste Beschreibung der Chianti-Straßenbahn stammt jedoch von Domenico Giuliotti, der anlässlich der Einstellung des Dienstes im Jahr 1935 in La Nazione eine sentimental-groteske Lobrede mit dem Titel Panegirico di mangiacarbone (Lobpreisung der Kohlenfresser) schrieb, der 1937 eine zweite Erzählung mit dem Titel Ma non era morto (Aber er war nicht tot) folgte, die in Racconti rossi e neri (Rote und schwarze Geschichten), herausgegeben von Vallecchi, veröffentlicht wurden.